# 一国两制
一國兩制（英語：One country, two systems）全稱為「一個國家，兩種制度」，是中華人民共和國為了實現中華人民共和國統一臺灣而提出的一項基本国策。

## 原則
“和平统一、一国两制”是中华人民共和国政府宣稱解决中國統一問題的基本方针。

中华人民共和国外交部驻港公署稱，“和平统一、一国两制”的基本内涵是：
“在一個中國的前提下，国家的主体坚持社会主义制度；香港、澳门、台湾是中国不可分割的组成部分，它们保持原有的资本主义制度长期不变；在国际上代表中国的只能是中华人民共和国政府”。
“一國兩制”是中國共產黨第二代領導人鄧小平在1980年代為實現“統一中國”目標所提出之中華人民共和國憲法原則之一。
“一國兩制”最初的目標是為了解決台湾海峽兩岸關係問題，後來擴展到過去分別為英国和葡萄牙殖民地的香港及澳門。
隨著參加2024年中華民國總統選舉的三大黨派，包括民主進步黨、中國國民黨、台灣民眾黨候選人相繼以“香港一國兩制失敗”爲由，明確表態反對“一國兩制”，中共针对台湾問題而提出的“一國兩制臺灣方案”基本上被認爲是一個“一廂情願”的設想。

## 歷史

### 兩岸分治
1949年12月7日中華民國政府遷台，並繼續統治臺灣、澎湖群島、部分福建省離島（金門和馬祖）、東沙群島和太平島等地區，而毛泽东及中國共產黨在初期谋划「武力解放台灣」。
1949年後，中國未很快實現統一:3。
1951年，中華人民共和國政府與西藏簽署《十七條協議》，承諾保留西藏制度；Now新聞認爲是爲一国兩制之概念在西藏實行，最終只實施了8年。

1961年6月，毛澤東在與印尼總統蘇卡諾會談時首次談及容許臺灣保持原來社會制度，並且提到
「如果臺灣歸還祖國，中國就可以進聯合國。如果臺灣不作為一個國家，沒有中央政府，它歸還祖國，那麼臺灣的社會制度也可以留待以後談。我們容許臺灣保持原來的社會制度，等臺灣人民自己來解決這個問題。」
之後在1963年，中華人民共和國國務院總理周恩來將其對臺政策，歸納為一綱四目，其內容已經隱含後來一國兩制的概念。

### 對臺政策

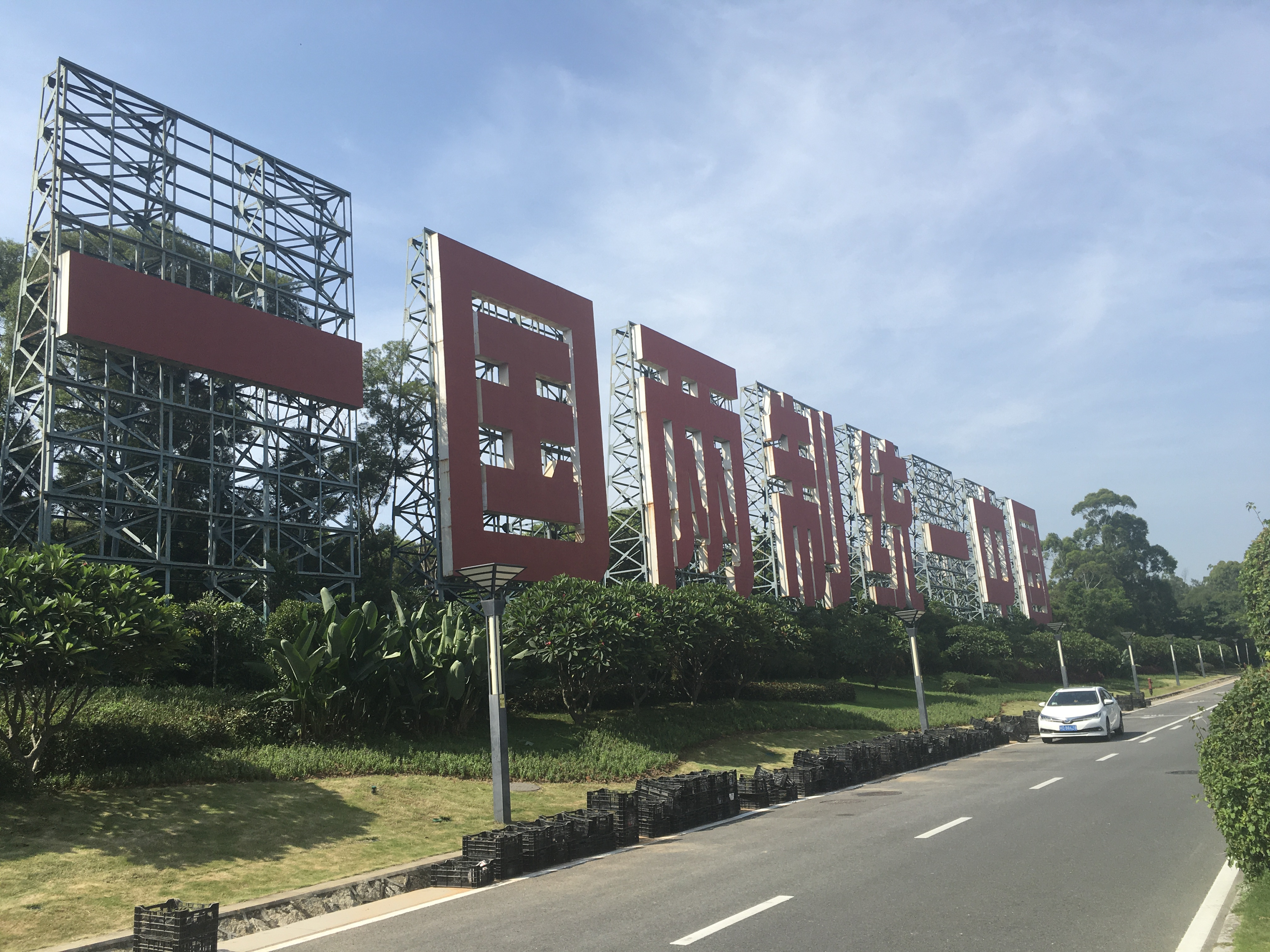
厦门面向金门的“一國兩制統一中國”标语

1978年10月8日，時任中共中央副主席兼全國政協主席鄧小平在會見日本文學評論家江藤淳時提到：
「如果實現祖國統一，我們在臺灣的政策將根據臺灣的現實來處理」。
1978年11月14日，鄧小平在與緬甸總統吳奈溫會談中表示：
「在解決臺灣問題時，我們會尊重臺灣的現實。比如，臺灣的某些制度跟生活方式可以不動，但是要统一。」
1981年9月底，全國人大常委會委員長葉劍英向記者發表談話：
「國家實現統一後，臺灣可作為特別行政區，享有高度的自治權，並可保留軍隊……臺灣現行社會、經濟制度不變，生活方式不變，同外國的經濟、文化關係不變。私人財產、房屋、土地、企業所有權、合法繼承權和外國投資不受侵犯。」，即葉九條。
1982年1月11日，鄧小平在會見美國華人協會主席李耀滋時說：
「九條方針是以葉劍英副主席的名義提出來的，實際上就是『一個國家，兩種制度。』兩種制度是可以允許的。他們不要破壞大陸的製度，我們也不破壞他那個制度。不只是台灣問題，還有香港問題，大體上也是這幾條」。
1982年10月，中華民國總統蔣經國受訪提到「一國兩制」制度，表示
「中共不守信用；任何期望中共允許臺灣與大陸統一後，還能保留獨自社會經濟制度的想法，都是不切實際的。」
1983年6月26日，鄧小平會見美國政治學教授楊力宇時提出：
「祖國統一後，台灣特別行政區可以有自己的獨立性，可以實行同大陸不同的制度。司法獨立，終審權不須到北京。台灣還可以有自己的軍隊，只是不能構成對大陸的威脅。大陸不派人駐台，不僅軍隊不去，行政人員也不去。台灣的黨、政、軍等系統，都由台灣自己來管。中央政府還要給台灣留出名額。」:30
此次会谈要点归纳为邓六条，虽然邓小平为了统一，可以更改中华人民共和国国号的论点未再宣扬。2012年，国台办在回答更改国号的问题时，仍持“只要坚持一个中国，两岸之间什么都可以谈”的论调。
1987年，中華民國總統蔣經國則以一國良制回應鄧小平。
2014年，受到大陸委員會委託的民意調查指出，只有10%和1.1%的臺灣民眾選擇「維持現狀後統一」和「儘速統一」，而17.6%以及4.7%選擇支持「維持現狀後獨立」和「儘速獨立」，而廣義上選擇維持現狀的人數比率則佔88.6%。
2014年9月6日，中共中央總書記習近平會見台灣新黨主席郁慕明及新同盟會長許歷農時表示「和平統一、一國兩制是我們解決台灣問題的基本方針，不是主權與領土的再造」，並且表示會充分考慮現實情況後，具體實現之。
對此，時任行政院院長江宜樺重申拒絕一國兩制的立場，朝野政黨也表示無法接受。2019年，中華民國總統蔡英文召開記者會回應，台灣絕不接受一國兩制，絕大多數台灣民意也堅決反對。
以下歸納歷任中國共產黨中央委員會總書記對台政策的論述：
- 1992年10月12日、1997年9月12日、2002年11月8日，中共中央總書記江澤民分別於中共十四大、中共十五大、中共十六大報告中，提及「在一個中國的前提下，什麼問題都可以談，......。」总结为三个可以谈。
- 2007年10月15日，中共中央總書記胡錦濤於中共十七大報告中，提及「台灣任何政黨，只要承認兩岸同屬一個中國，......，什麼問題都可以談。」[23]
- 2012年11月8日，中共中央總書記胡錦濤於中共十八大報告中，提及「對台灣任何政黨，只要不主張台獨、認同一個中國，我們都願意同他們交往、對話、合作。」[24]
- 2017年10月18日，中共中央总书记习近平于中共十九大报告中，提及“承认九二共识的历史事实，认同两岸同属一个中国，两岸双方就能开展对话，协商解决两岸同胞关心的问题，台湾任何政党和团体同大陆交往也不会存在障碍。”
- 2018年，中共中央總書記習近平在談話中將一國兩制推到核心。他提到，台灣若接受一國兩制，可以在經濟上繼續分享中國發展的紅利，台灣民眾的財產以及宗教等自由會受到保障，並能在世界上獲得尊重；北京大學國際關係學院教授梁雲祥接受香港有線電視新聞台訪問時則表示，武統最大阻礙是美国，但是和平統一最大阻力，是現在中華民國很難接受中華人民共和國現時的「管理制度」和「價值觀」[25]。習近平談話提到台灣民生經濟出路是依恃中國經濟發展，也提醒自蔡英文上任中華民國總統以來，台灣與中國大陸的經貿往來所面臨的難題[25]。近年來北京方面，習近平至香港中聯辦，都一再重申「一國兩制」承諾以後也都不會變[26]。
- 2019年1月2日，中共中央总书记习近平在《告台湾同胞书》发表40周年纪念会中提出“‘和平统一、一国两制’是实现国家统一的最佳方式”，并表示“‘一国两制’在台湾的具体实现形式会充分考虑台湾现实情况，会充分吸收两岸各界意见和建议，会充分照顾到台湾同胞利益和感情。”[27]

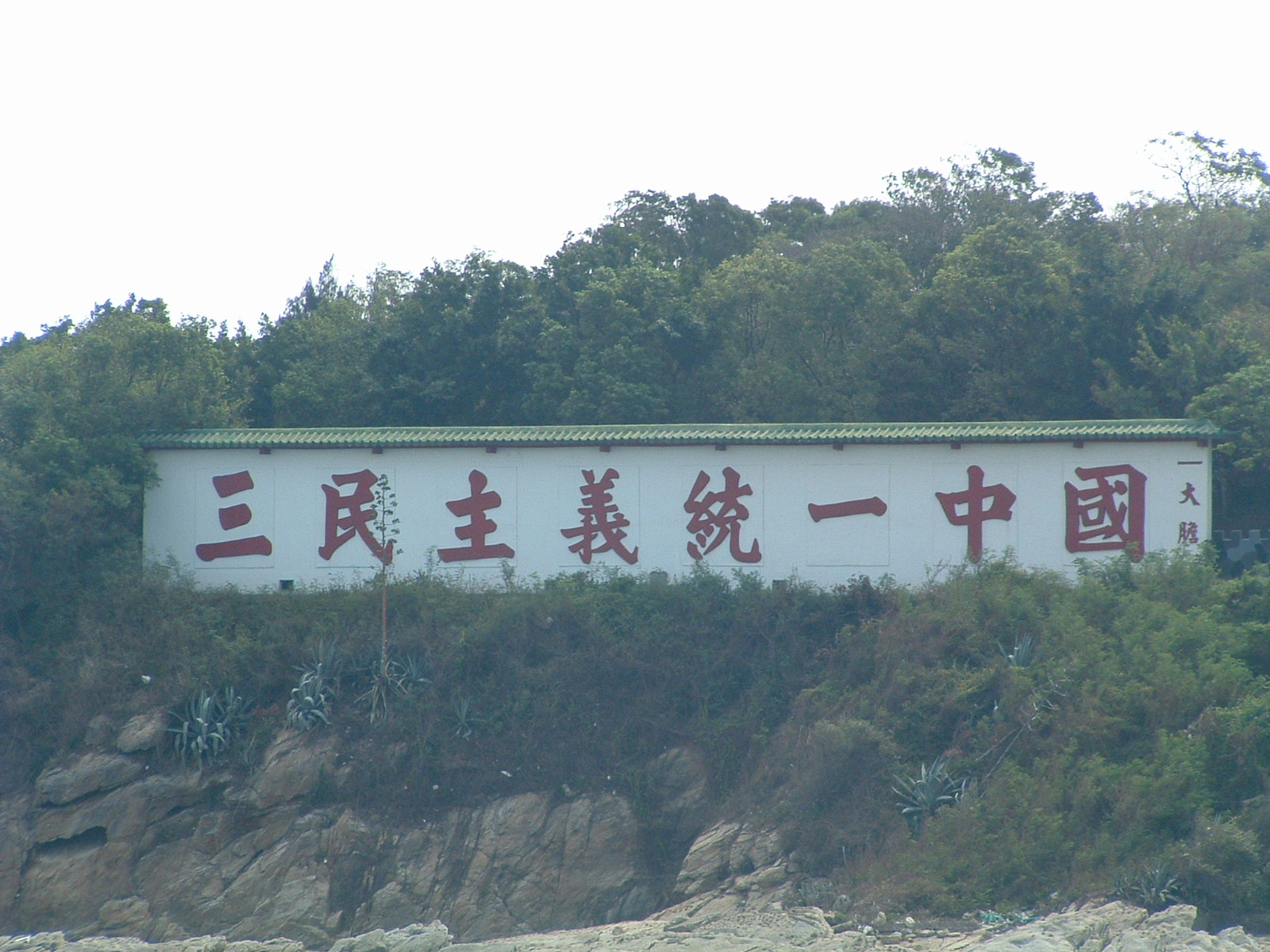
金門大膽島上面向廈門的「三民主義統一中國」心戰牆，1986年8月金防部司令趙萬富上將令烈嶼師長龔力少將興建，翌年同因三七事件去職。
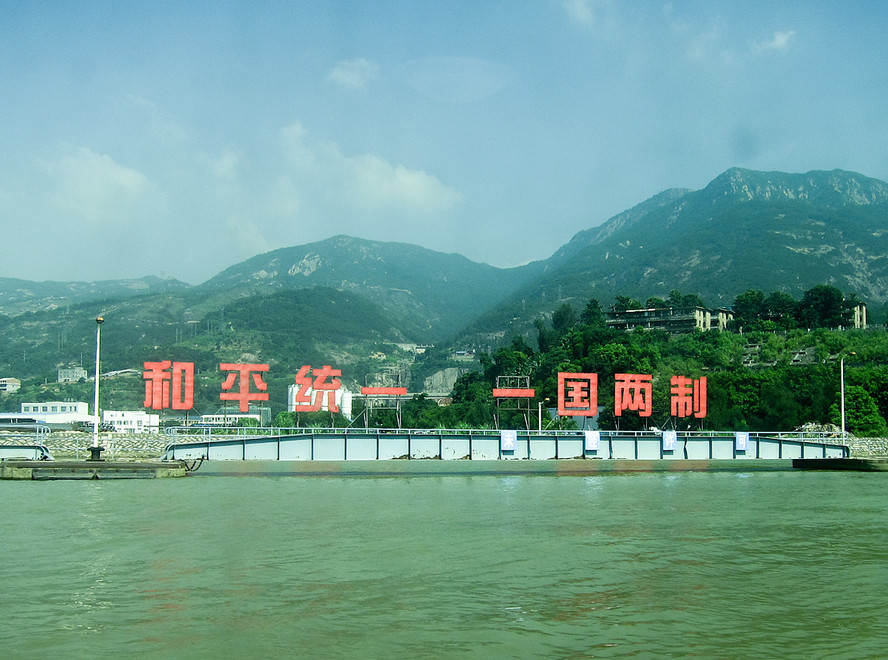
福州市馬尾海岸針對中華民國所實際統治之馬祖列島設置的「和平統一，一國兩制」標語

### 重新提出

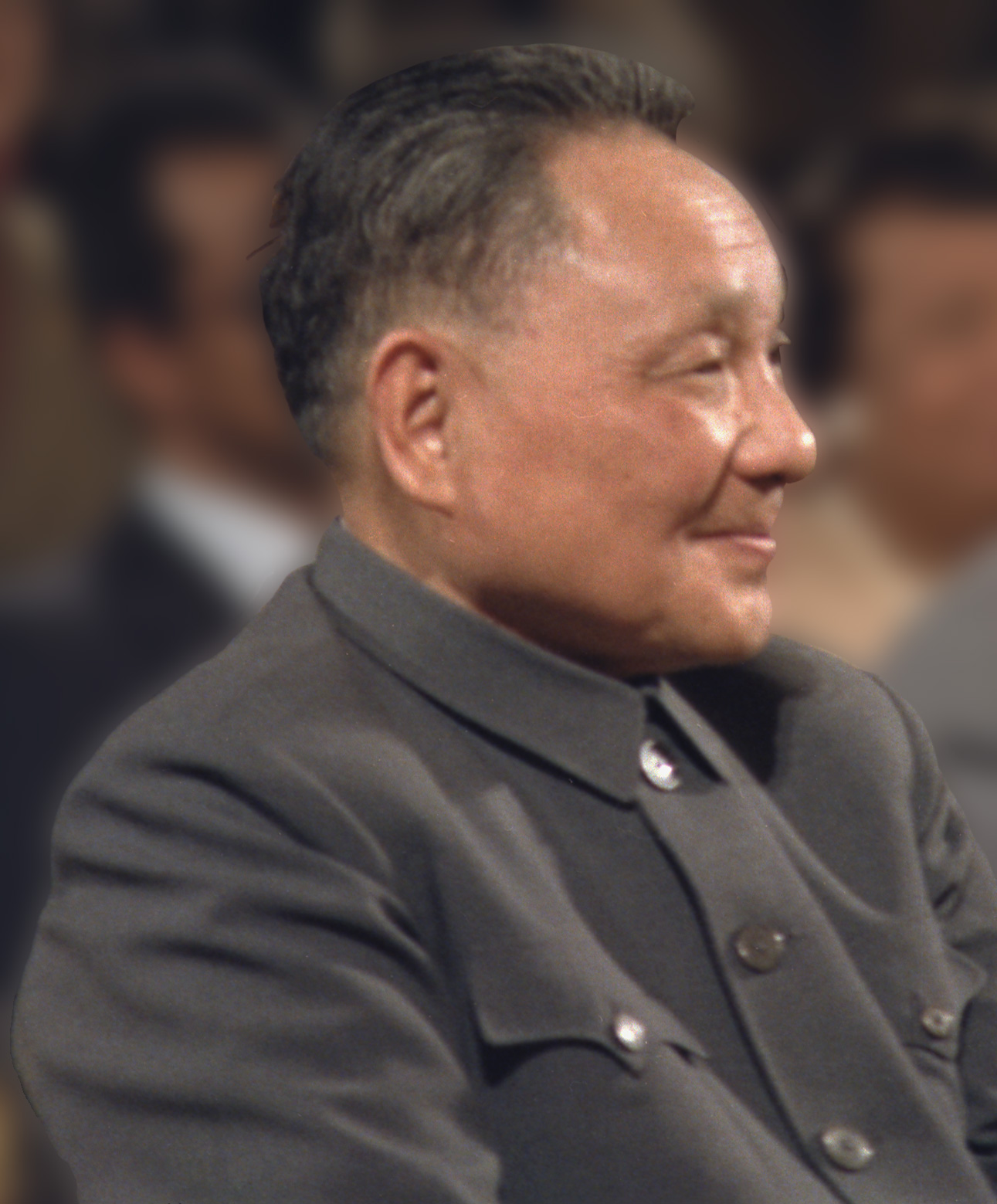
鄧小平主張透過一國兩制政策來解決制度上的差異。

1982年9月，英國首相撒切尔夫人訪問北京，提出香港前途問題，中英雙方同意就此問題展開外交談判:5。9月24日，鄧小平會見撒切尔夫人時稱：
「中國就要正式宣布收回香港這個決策。……香港仍將實行資本主義，現行的許多適合的制度要保持。」:12
談判於1982年10月開始，在談判期間，英方曾一度堅持「條約有效論」或主張「主權治權分開論」，但為中方堅決拒絕，最後英方終於接受「一國兩制」方案，於是雙方達成協議，就是兩國代表在1984年9月26日草簽之中英《關於香港問題的聯合聲明》，該《聯合聲明》於同年12月19日在北京由中國國務院總理趙紫陽和英國首相撒切尔夫人正式簽署:5。

1982年12月19日，鄧小平會見撒切尔夫人時談到：
“我還對日本朋友說，如果開放政策在下一世紀前五十年不變，那末到了後五十年，我們同國際上的經濟交往更加頻繁，更加相互依賴，更不可分，開放政策就更不會變了。我還想請首相告訴國際上和香港的人士，‘一國兩制’除了資本主義，還有社會主義，就是中國的主體、十億人口的地區堅定不移地實行社會主義。主體地區是十億人口，台灣是近兩千萬，香港是五百五十萬，這就有個十億同兩千萬和五百五十萬的關係問題。主體是很大的主體，社會主義是在十億人口地區的社會主義，這是個前提，沒有這個前提不行。在這個前提下，可以容許在自己身邊，在小地區和小範圍內實行資本主義。”:102
1984年2月22日，鄧小平在會見美國喬治城大學戰略與國際問題研究中心代表團時稱：
「香港問題也是這樣，一個中國，兩種制度。……香港是自由港。世界上的許多爭端用類似這樣的辦法解決，我認為是可取的。否則始終頂着，僵持下去，總會爆發衝突，甚至武力衝突。」:49
1984年6月22日，鄧小平在會見香港工商界訪京團和香港知名人士鐘士元時發表談話稱：
「中國政府為解決香港問題所採取的立場、方針、政策是堅定不移的。我們多次講過，我國政府在1997年恢復行使對香港的主權後，香港現行的社會、經济制度不變，法律基本不變，生活方式不變，香港自由港的地位和國際貿易、金融中心的地位也不变，香港可以繼續同其他國家和地區保持和發展經濟關係。我們還多次講過，北京除了派軍隊以外，不向香港特區政府派出幹部，這也是不會改變的。我們派軍隊是為了維護國家的安全，而不是去干預香港的內部事務。我們對香港的政策五十年不变，我們說這個話是算數的。……港人治港有个界线和标准，就是必须由以爱国者为主体的港人来治理香港。未来香港特区政府的主要成分是爱国者，当然也要容纳别的人，还可以聘请外国人当顾问。什么叫爱国者？爱国者的标准是，尊重自己民族，诚心诚意拥护祖国恢复行使对香港的主权，不损害香港的繁荣和稳定。只要具备这些条件，不管他们相信资本主义，还是相信封建主义，甚至相信奴隶主义，都是爱国者。我们不要求他们都赞成中国的社会主义制度，只要求他们爱祖国，爱香港。」:58-61
《中英聯合聲明》提供一個大綱，使香港在1997年7月1日成為中華人民共和國一個特別行政區後，能夠保存香港獨特經濟體系和生活方式；協議保存香港人熟悉之法律制度和香港沿用、包括普通法之一套法律；此外，更使香港可以繼續自行決定本身之經濟、財政和貿易政策，和繼續參加國際組織和貿易協定，例如關稅及貿易總協定；當時英國政府有信心，認為協議提供關於香港前途所需之保證，使香港能夠繼續繁榮和維持在世界上作為主要之貿易和金融中心之獨特角色:7。
同時英國政府還極力避免為香港現行政治體系和經濟結构，隨著與中國共產黨統治的中華人民共和國合併，使得過去許多建設和系統都因而遭到同化或者瓦解。

### 港澳地區
「一國兩制」具體到香港，是指主權移交後的制度安排与原則框架。鄧小平說“50年不變，50年後更不需要變”，即在此期間香港完整擁有和保留原來資本主義經濟制度、政治制度、金融體系、法律體系和對外關係。
作為「特別行政區」，香港有自己的「微型憲法」或稱「小憲法」《基本法》。

1984年6月，鄧小平稱:58-60：
「……我們的政策是實行『一個國家，兩種制度』，具體說，就是在中華人民共和國內，十億人口的大陸實行社會主義制度，香港、台灣實行資本主義制度。近幾年來，中國一直在克服『左』的錯誤，堅持從實際出發，實事求是，來制定各方面工作的政策。經過五年半，現在已經見效了。正是在這種情況下，我們才提出用『一個國家，兩種制度』的辦法來解決香港和台灣問題。『一個國家，兩種制度』，我們已經講了很多次了，全國人民代表大會已經通過了這個政策。有人擔心這個政策會不會變，我說不會變。核心的問題，決定的因素，是這個政策對不對。如果不對，就可能變。如果是對的，就變不了。進一步說，中國現在實行對外開放、對內搞活經濟的政策，有誰改得了？如果改了，中國百分之八十的人的生活就要下降，我們就會喪失人心。我們的路走對了，人民贊成，就變不了。我們對香港的政策長期不變，影響不了大陸的社會主義。中國的主體必須是社會主義，但允許國內某些區域實行資本主義制度，比如香港、台灣。大陸開放一些城市，允許一些外資進入，這是作為社會主義經濟的補充，有利於社會主義社會生產力的發展。比如外資到上海去，當然不是整個上海都實行資本主義制度。深圳也不是，還是實行社會主義制度。中國的主體是社會主義。『一個國家，兩種制度』的構想是我們根據中國自己的情況提出來的，而現在已經成為國際上注意的問題了。……實現國家統一是民族的願望，一百年不統一，一千年也要統一的。怎麼解決這個問題，我看只有實行『一個國家，兩種制度』。世界上一系列爭端都面臨著用和平方式來解決還是用非和平方式來解決的問題。總得找出個辦法來，新問題就得用新辦法來解決。香港問題的成功解決，這個事例可能為國際上許多問題的解決提供一些有益的線索。從世界歷史來看，有哪個政府制定過我們這麼開明的政策？從資本主義歷史看，從西方國家看，有哪一個國家這麼做過？我們採取『一個國家，兩種制度』的辦法解決香港問題，不是一時的感情衝動，也不是玩弄手法，完全是從實際出發的，是充分照顧到香港的歷史和現實情況的。……」
「一國兩制」之方針政策及中國政府就1997年後之香港特區作出之承諾將會寫進一部《香港特別行政區基本法》，作為香港之憲制性文件；經過近兩年艱辛之談判，英國政府別無選擇，只有接受中方之建議；在1984年，雙方終於簽訂中英兩國《關於香港問題的聯合聲明》:137。在有關香港未來制度議題上《中英聯合聲明》重申將會實施一國兩制原則，中華人民共和國政府會確保其社會主義制度不會在香港特別行政區實施並且保留後者資本主義制度和生活方式。《聯合聲明》規定，中國政府於1997年7月1日對香港恢復行使主權，並根據《中華人民共和國憲法》第31條之規定，設立香港特別行政區:5。香港特別行政區享有高度的自治權，其政府由當地人組成；香港現行法律基本不變，現行社會、經濟制度不變，生活方式不變，各種人權和自由將獲保障；香港特別行政區保持財政獨立，中央不向香港徵稅；香港特別行政區可以「中國香港」之名義與外國和有關國際組織保持和發展經濟、文化關係及簽訂協定:5-6。
1985年4月10日，中國六屆全國人大三次會議正式批准《中英聯合聲明》，並通過《關於成立中華人民共和國香港特別行政區基本法起草委員會的決定》:6。之後中華人民共和國和英國政府在1985年5月27日互相交換批准書，並且向聯合國秘書處登記而使聲明正式生效，並且取代過往簽訂的《南京條約》和《北京條約》效力。6月，中國全國人大常委會通過香港基本法起草委員會名單，共有委員59人，其中內地委員36人，香港委員23人；委員會開始工作後，成立5個專題小組；同時在香港成立香港特別行政區基本法諮詢委員會，由180名來自香港各界之人士組成，負責香港居民與基本法起草委員會之間溝通和聯繫，並收集港人對《基本法》之意見:7。
1979年中葡兩國建交時，雙方曾就澳門問題達成諒解，葡方承認澳門是中國領土，雙方在適當時候將通過談判解決澳門前途問題:34。1985年5月，葡國總統訪華，雙方同意在1986年展開關於澳門前途之談判:6。1986年6月至1987年3月談判，1987年4月13日雙方在北京簽署中葡《關於澳門問題的聯合聲明》，規定中國政府於1999年12月20日對澳門恢復行使主權，成立澳門特別行政區:6。《中葡聯合聲明》由兩國政府首腦在北京市簽署，雙方在1988年1月15日互相交換批准書後《中葡聯合聲明》正式生效。《中葡聯合聲明》之結構和內容與《中英聯合聲明》十分相似，由此可見，中華人民共和國政府對香港和澳門之回歸基本方針政策一致，就是成立特別行政區，實行「一國兩制」，特別行政區享有高度自治權，由「港人治港」、「澳人治澳」，香港和澳門之原有法律基本不變，原有社會、經濟制度和生活方式不變:6。兩個《聯合聲明》都提到，全國人大將制定《香港特別行政區基本法》和《澳門特別行政區基本法》，就《聯合聲明》所載之方針政策作出規定，並在五十年內不變:6。
香港《基本法》之起草工作歷時4年零8個月；1988年4月，《香港特別行政區基本法（草案）徵求意見稿》公佈，諮詢期5個月；《徵求意見稿》就具爭議之行政長官產生辦法列出5個不同方案，就立法會之產生辦法也列出4個方案；此外，《徵求意見稿》又列出部分委員對草案中其他具爭議之條文之不同意見和建議；1989年2月，《基本法（草案）》公佈，諮詢期8個月；1990年4月4日，七屆全國人大三次會議終於通過《中華人民共和國香港特別行政區基本法》:7。1997年7月1日，香港特別行政區成立，香港《基本法》正式實施:7。香港正式移交給中華人民共和國，實施一國兩制（英語：Hong Kong Special Administrative Region）。雖然《基本法》不是一個主權國家憲法，但它的確是「憲法性文件」，並具有憲法性文件之一些典型特徵：規劃香港特別行政區內部之政治體制，包括其立法、司法和行政架構之產生、權力和相互關係，又規範香港特別行政區和中央政府之關係，包括兩者之間權力分配之原則；此外，它設定人權保障之制度，在《基本法》生效實施後不久，香港特別行政區法院便迅速確立以《基本法》為基礎之「違憲審查」之權力（即香港法院審查和推翻違反《基本法》之香港法律之權力）；《基本法》所處理之自治權範圍問題、憲法性文件之解釋和糾紛爭議之解決之問題，以至對賦予自治權之憲法性文件之修改之限制問題等，和聯邦國家憲法所處理之問題是類似，但所提供之解決問題之方案卻有不同:11-12。
1988年4月13日，七屆全國人大一次會議決定成立澳門基本法起草委員會；同年9月，全國人大常委會通過起草委員會名單，委員共48人，其中內地委員26人，澳門委員22人；委員會成立5個專題小組，並在澳門成立90人之澳門特別行政區基本法諮詢委員會；澳門《基本法》起草工作歷時4年零4個月，1991年7月，《澳門特別行政區基本法（草案）徵求意見稿》公佈，諮詢期4個月；1992年3月，《基本法（草案）》公佈，諮詢期4個月；1993年3月31日，八屆全國人大一次會議終於通過《中華人民共和國澳門特別行政區基本法》；1999年12月20日，澳門特別行政區（葡萄牙語：Região Administrativa Especial de Macau）成立，澳門《基本法》付諸實施:7。
2012年，中共中央總書記習近平上台以後，「一國兩制」之表述都講兩句話，比如：「維護國家主權、安全、發展利益，維護香港、澳門長期繁榮穩定」（中共十八大）；「依法行使中央權力，依法保障高度自治」（中共十八大四中全會）；「必須把維護中央對香港、澳門特別行政區全面管治權和保障特別行政區高度自治權有機結合起來」（中共十九大）。香港特區二十五年之際，習近平正式提出「一國兩制必須長期堅持」的未來方針，並於中共二十大中增寫了準確、堅定不移貫徹一國兩制的章程。

## 政策

### 框架制度
1978年8月12日，中共中央批轉《關於港澳工作預備會議的報告》：開展港澳工作必須深入調查研究，實事求是，一切工作都要從當地實際情況出發，不能照搬照套內地的做法，要解放思想，大膽放手，多想辦法，加快步伐，為實現中國四個現代化多做貢獻:92-93。中共同時決定成立中央港澳小組，協助中央掌管港澳工作:863。實際上「文化大革命」期間中共中央就有由國務院總理周恩來直接負責之港澳工作領導小組:6。
「一國兩制」之法理基礎是中國全國人民代表大會制定之《香港特別行政區基本法》，《基本法》在規劃中央與特區之關係時所應用之原則主要有兩條，一是國家主權原則，另外便是特別行政區之高度自治原則；前者體現「一國兩制」中之「一國」，後者則反映「一國兩制」中之「两制」:115。根據全國人大1990年4月4日和1993年3月31日之決定，香港和澳門特別行政區基本法委員會隸屬於全國人大常務委員會，是其屬下之工作委員會:88。全國人民代表大會常務委員會亦表示，經由全體會議通過的《基本法》本身有憲制性質，這也使得《基本法》又有「小憲法」之稱。
全國人大常委會對特別行政區行使之權力：①批准中國政府分別與英國、葡萄牙政府就香港、澳門問題所簽訂之國際協議，即中英聯合聲明、中葡聯合聲明，決定對香港、澳門恢復行使主權；②解釋特別行政區基本法；③為特別行政區立法之權力，即增加或減少在特別行政區實施之全國性法律；④對特別行政本地立法實施備案審查，即行使違憲審查權；⑤特別行政區成立後，貫徹實施特別行政區基本法，對特別行政區行使高度自治權實施監督；⑥決定特別行政區政治體制之改革；⑦決定宣佈戰爭狀態或因特別行政區內發生特別行政區政府不能控制之危及國家統一或安全之動亂，決定特別行政區進入緊急狀態:88。
根據1982年12月10日五屆全國人大一次會議通過之《全國人民代表大會組織法》第28條規定：全國人大常務委員會可以根據需要設立工作委員會；在特別行政區成立後，最高國家權力機關為便利行使上述有關權力，根據基本法，決定在其常設機關——全國人大常務委員會之下分別設立香港和澳門特別行政區基本法委員會:88。基本法委員會任務：①全國人大常委會在行使對特別行政區自行立法之監督權時，如果認為特別行政區立法機關制定之任何法律不符合基本法，在發回特別行政區立法機關前，全國人大常委會要先交基本法委員會研究，聽取其意見再作決定；②全國人大常委會決定全國性法律在特別行政區實施，即增減基本法附件二所列全國性法律時，要徵詢基本法委員會意見；③特別行政區法院在審理案件時需要解釋基本法關於中央之條款，在案件不可上訴之終局判決前，應由特別行政區終審法院提請全國人大常委會解釋有關條款，全國人大常委會在釋法前，應徵詢基本法委員會意見；④當全國人民代表大會準備接受條改特別行政區基本法之議案並準備把修改議案列入全國人民代表大會之議程前，要先將該修改議案交特別行政區基本法委員會並提出意見:89。
特別行政區基本法賦予国家主席的權力主要包括：：①根據全國人大常委會之決定，批准中國政府分別與英國、葡萄牙政府就香港、澳門問題所簽訂之國際協議，即中英聯合聲明、中葡聯合聲明；②根據全國人大之決定，公佈特別行政區基本法和相關全國性法律；③接受特別行政區行政長官之述職；④根據全國人大和全國人大常委會之決定，對特別行政區行使國家元首之一般職權:90。
特別行政區基本法賦予國務院的權力主要包括：①以中央人民政府名義與英國、葡萄牙談判解決香港、澳門問題並簽訂有關協議，報請全國人大常委會批准；②執行全國人大及其常委會之有關決定，協助制定特別行政區基本法並可提出基本法修改議案，協助籌備特別行政區；③貫徹執行「一國兩制」和特別行政區基本法；④統轄特別行政區政府；⑤負責與特別行政區有關之外交事務；⑥負責特別行政區之防務，承擔駐軍費用；⑦依照基本法規定任命特別行政區主要官員；⑧接受特別行政區行政長官之述職；⑨行政長官在特別行政區法院審理案件中遇有涉及國防、外交等國家行為之事實問題應發出證明文件，之前須取得中央人民政府之證明書；⑩全國人民代表大會常務委員會決定宣佈戰爭狀態或因特別行政區內發生特別行政區政府不能控制之危及國家統一或安全之動亂而決定特別行政區進入緊急狀態，中央人民政府有權發佈命令將有關全國性法律在特別行政區實施:91-92。
國務院港澳事務辦公室設5個職能司，即秘書行政司、香港政務司、香港經濟司、香港社會文化司、澳門事務司:396-399；是國務院負責歸口管理香港、澳門事務之辦事機構，其主要職責是：①調查研究港澳地區之政治、經濟、文化、社會情況，及時掌握重大動向，建議制訂港澳工作之方針、政策、策略；②制訂政策和措施在港澳地區貫徹執行「一國兩制」方針；③研究制訂中國政府恢復行使香港和澳門主權之方針、政策，負責籌備香港和澳門特別行政區；④規劃、部署香港和澳門過渡時期之各項工作；⑤做好實施香港和澳門特別行政區基本法之各項工作；⑥協同外交部掌管與香港、澳門有關之外事工作；⑦制訂或審核港澳之法規之政策、措施，協調內地與港澳地區之關係；⑧制訂內地與港澳地區在政治、經濟、文化、社會等政策；⑨會同各地區、各部門做好到內地訪問、工作之港澳各界人士之接待工作；⑩會同有關部門審批各地區、各部門在港澳地區設立機構；⑪承辦國務院交辦之其他事項:93。
經1999年12月28日國務院第24次常務會議討論通過，自2000年1月18日起新華通訊社香港分社、澳門分社更改名稱為中央人民政府駐香港特別行政區聯絡辦公室和中央人民政府駐澳門特別行政區聯絡辦公室；根據2000年1月15日國務院去函香港、澳門特別行政區政府《關於更改新華通訊社香港分社、澳門分社名稱問題的通知》，中央政府駐特區聯絡辦公室之職責有：①聯繫外交部駐香港特別行政區特派員公署、外交部駐澳門特別行政區特派員公署和中國人民解放軍駐香港部隊、中國人民解放軍駐澳門部隊；②聯繫並協助內地有關部門管理在香港、澳門之中資機構；③促進香港、澳門與內地之間之經濟、教育、科學、文化、體育等領域之交流與合作，聯繫香港、澳門居民對內地之意見；④處理有關涉及台灣之事務；⑤承辦中央人民政府交辦之其他事項:95。
中央人民政府駐香港特別行政區聯絡辦公室自称不是中央人民政府所属各部门，不受香港特别行政区基本法第22条约束。以及认为自身有五项职责内不存在的监督权
中華人民共和國外交部駐香港特別行政區特派員公署和中華人民共和國外交部駐澳門特別行政區特派員公署是中華人民共和國外交部根據特別行政區基本法之規定，在特別行政區設立之負責處理與香港和澳門特別行政區有關之外交事務之機構；具體職責包括：①協調處理香港、澳門特別行政區參加有關國際組織和國際會議事宜，國際組織和機構在香港、澳門特別行政區設立辦事機構，在香港、澳門特別行政區舉辦政府間國際會議；②處理有關國際公約在香港、澳門特別行政區之適用問題，協助辦理須由中央人民政府授權香港、澳門特別行政區與外國談判締結之雙邊協定；③協調處理外國在香港、澳門特別行政區設立領事機構或其他官方、半官方機構，辦理有關領事業務；④承辦外國國家航空器和外國軍艦訪問香港特別行政區等有關事宜:96。根據上述職責，駐港公署下設辦公室、政策研究室、國際組織部、條約法律部、領事部、新聞及公共關係部，駐澳公署下設政策研究室、綜合業務部、領事部和辦公室:96。此外，國務院發展研究中心還設立港澳研究室，開展對香港、澳門各種問題之研究工作，為中央決策提供意見:96。
根據中華人民共和國憲法，中華人民共和國中央軍事委員會領導全國武裝力量；根據基本法，中央人民政府負責管理特別行政區之防務；據此，中華人民共和國國務院和中央軍事委員會決定向特別行政區派駐軍隊，稱中國人民解放軍駐香港部隊和中國人民解放軍駐澳門部隊:96-97。為保障駐軍依法履行職責，維護國家之主權、統一、領土完整和特區之安全，根據憲法和特別行政區基本法，全國人大常委會還專門制定《駐軍法》；中央軍事委員會要統一領導指揮中國人民解放軍駐香港（澳門）部隊；駐軍費用由中央人民政府負擔:97。中央人民政府派駐特別行政區負責防務之軍隊不干預特別行政區之地方事務；特別行政區政府在必要時，可向中央人民政府請求駐軍協助維持社會治安和救助災害:97。
根據特區基本法規定，特別行政區實行司法獨立，擁有獨立之司法權和終審權；因此中華人民共和國最高人民法院和中華人民共和國最高人民檢察院與特別行政區之司法機關和政府法律部門之間並無隸屬關係，只有司法協助之關係:97。有關外交、國防等國家行為之案件依法不歸特別行政區司法機關管轄，應該由內地司法機關負責；解放軍駐港澳特別部隊法院和檢察院承擔部分職責；除此之外，內地司法機關和法律監督機關不與特區發生關係:97。
中華人民共和國全國人大、國務院要遵循一些共同之工作原則：①遵循「一國兩制」、「港人治港」、「澳人治澳」和高度自治之指導方針；②嚴格依法辦事；③吸收特別行政區參與原則；④互相尊重、互相支持、共同發展:98-99。
香港回歸、澳門回歸後，基本規範之變化具體表現在以下幾個方面：①中國憲法開始在特區生效；②基本法成為特區新憲制性法律；③中央有權增減列入基本法附件三之全國性法律在香港、澳門實施；④中央有權決定特別行政區實行之政治體制等:108-112。
中國憲法規定之國體是人民民主專政，經濟上實行社會主義市場經濟和社會主義公有制；在社會主義初級階段，堅持公有制為主體、多種所有制經濟共同發展，堅持按勞分配為主體、多種分配方式並存；在文化方面，憲法規定實行社會主義精神文明；根據「一國兩制」之方針和基本法之規定，特別行政區保持資本主義之政治經濟和文化制度，不實行人民民主專政，不實行社會主義公有制和社會主義精神文明:126。中國憲法沒有規定遷徙自由、規定夫婦雙方有實行計劃生育之義務、公民有依法服兵役之義務，基本法則規定特別行政區居民有遷徙往任何地方之自由、有自願生育之權利、沒有規定依法服兵役，體現「一國兩制」之原則精神:126-127。基本法規定特別行政區設立一個首長即行政長官，同時是行政機構之首長，特別行政區立法、行政和司法之關係是保證司法獨立，行政機關和立法機關互相制衡又互相配合:127。中國一直實行單一制；特別行政區實行資本主義，享有高度自治權大於一般地方、大於聯邦制下邦之權力，與中央之關係要由法律明文規定，設立及其所實行之制度要由全國人民代表大會決定:127。中國憲法規定人民法院是國家審判機關；根據基本法，特別行政區各自保留自己之司法制度，不受內地司法制度之影響，自己擁有自己之終審法院，所有案件之終審不在最高人民法院進行，「一個國家，兩種司法制度」；特別行政區之司法制度保留下來，對中國內地正在進行之司法改革發揮很大影響，成為內地司法改革之重要參照之一:128。根據中國憲法和有關選舉法之規定，中國採用直接與間接選舉並用、地域代表制與職業代表制並用之制度；特別行政區之選舉和選舉制度則十分複雜，可以採用不同於中國內地之選舉制度:128-129。根據中國憲法之規定，中國實行中國共產黨領導下之多黨合作制和政治協商制度，中國共產黨是中國之執政黨，其他8個黨派不是在野黨，更不是反對黨，而是參政黨；特別行政區本地採取何種政黨制度，沒有統一之模式，要由各特別行政區自行選擇決定:129。
基本法是授權法，是中央單方面授予特區各種權力之法律；聯邦制下同樣之法律往往是聯邦和州雙方討價還價而達成之分權協議，因此聯邦制下之憲法和憲法性法律一般是分權法，即清楚界定國家機關之間職權之劃分，尤其必須在國家整體與組成部分之間進行權力之劃分；基本法不同於聯邦制下之憲法性法律:133。基本法是授權法，也是限權法；換言之，特別行政區所享有之高度自治權以基本法明確授予為限，基本法沒有明確授予特別行政區享有之權力，特別行政區就沒有這些權力；特區實行高度自治，不是絕對自治，無限自治，是有法律上之界限，高度自治必須有基本法上之明文依據，只有當我們在基本法中能夠找到明文之規定之時，才能說什麼事情屬高度自治:133-134。
基本法不僅明確規定特區高度自治權之內容和界限，而且也規定不屬特區高度自治、體現國家主權、應該由中央行使之權力，中央能夠在特區幹什麼事情也必須有明確之法律依據，也就是基本法之依據:134。根據「一國兩制」之方針，中央依法行使之職權主要有兩個方面：①根據事項本身之性質特點，在任何一個單一制國家都必須由全國政府（中央政府）行使之職權，包括基本法之制定、解釋、修改權，國防權，外交權，緊急狀態權，特區之創制權及其政府之組織權、主要行政官員之任命權；②根據一國全國政府（中央政府）和區域政府本身之職能來劃分職權，屬全國政府職能範圍內之事項，例如捍衛領土完整由全國政府負責較好，社會治安之維持等由特區政府負責較為科學合理:134-135。中央對特別行區享有之權力可以分為：①有些權力完全由中央直接行使，如防務；②有些權力歸中央行使，但中央在行使這些權力時，充分吸收特別行政區之參與，如中央對特別行政區行政長官之任命；③有些權力歸中央，但中央也授權特別行政區行，中央監督特區行使這些權力，如中央在外交事務上有全權，但同時授權特別行政區以法定之名義、方式自主處理對外經貿關係，中央對此實施監督；④有些權力歸特別行政區行使，中央只行使監督權，例如立法權歸特別行政區行使，中央只用備案之形式起監督作用:135。有些與主權關係密切、十分重要之權力也授予特別行政區行使，例如司法終審權、發行貨幣權、徵稅權、獨立之出入境管制權等；中央儘管保留「剩餘權力」，但是特別行政區將來還可以取得中央授予之其他職權:135-136。
基本法规定中央對特別行政區享有之權力主要有：①特別行政區之創制權：是其他一切權力之基礎；②對特別行政區之立法管治權；③特別行政區政權之組織權；④宣佈非常狀態權：當全國進入戰爭狀態或因特別行政區發生特別行政區政府不能控制之危及國家統一和安全之動亂而決定特別行政區進入緊急狀態，中央人民政府可發佈命令將有關全國性法律在特別行政區實施；⑤外交事務權；⑥防務權:145-149。
根據基本法，特別行政區可以自行決定：①行政管理權；②立法權；③獨立之司法權和終審權；④特別行政區自行處理有關對外事務之權力；⑤特別行政區參與管理全國性事務之權利；⑥接受中央授予「其他權力」之權力；⑦特別行政區對維護國家主權、安全和發展利益之責任:149-153。「一國兩制」之下特別行政區之自治權是高度和廣泛，不但遠遠超越中國之其他地方行政區域（包括民族自治區），即使與聯邦制國家之成員州或省比較，在很多方面也有過之而無不及:18。
而過去分別為英國與葡萄牙殖民地的港澳地區得以繼續保留其既定制度，並且在統一後至少50年內維持高度自治系統，不過特別行政區的外交與軍事則是由中華人民共和國政府負責。其中在香港特別行政區的憲制文件《中華人民共和國香港特別行政區基本法》第一章第五條中便提到：「香港不實行社會主義制度和政策，保持原有的資本主義制度和生活方式，五十年不變。」在1988年6月3日，鄧小平在會見「『九七』年代的中國與世界」國際會議全體與會者時指出：:82
|                                                                                    | 对香港的政策，我们承诺了一九九七年以后五十年不变，这个承诺是郑重的。为什么说五十年不变？这是有根据的，不只是为了安定香港的人心，而是考虑到香港的繁荣和稳定同中国的发展战略有着密切的关联。中国的发展战略需要的时间，除了这个世纪的十二年以外，下个世纪还要五十年，那么五十年怎么能变呢？现在有一个香港，我们在内地还要造几个“香港”，就是说，为了实现我们的发展战略目标，要更加开放。既然这样，怎么会改变对香港的政策呢？实际上，五十年只是一个形象的讲法，五十年后也不会变。前五十年是不能变，五十年之后是不需要变。 |
| ——邓小平，1988年6月3日，在會見「『九七』年代的中國與世界」國際會議全體與會者時講話 | |

### 實施情況
其中憑藉著基本法使得香港與澳門分別成立香港特別行政區政府和澳門特別行政區政府作為行政機構，以及包括作為立法機構的香港特別行政區立法會與澳門特別行政區立法會和作為檢察機關的律政司與澳門特別行政區檢察院。同時作為司法機構的香港司法機構與澳門特別行政區司法機關擁有獨立的審判權和終審權，其中香港繼續實施英國的普通法，而澳門則繼續使用葡萄牙的民事法律制度。雖然香港特別行政區行政長官和澳門特別行政區行政長官會經由特別行政區行政長官選舉選出，但是連同特別行政區的主要官員都必須提報中華人民共和國國務院（中央人民政府）任命，這意味著實際上中華人民共和國政府對於主要官員人選仍然擁有決定權。
特別行政區政府可以自行處理各種內部事務，制定出入境、海關政策、公共財政政策、社會治安以及引渡法規定。同時特別行政區政府在基本法框架內得以制定訂定有關該地區教育、文化、體育、社會福利等政策，而在特別行政區中不適用在中國大陸施行的文化產業相關法律規定。在公眾教育以及大眾傳播也未強制使用簡化字以及現代標準漢語，其中香港地區的法定語言為中文以及英語，而澳門地區的法定語言則為中文以及葡萄牙語，而香港和澳門則以繁體中文書寫、以粵語作通用語言。在經濟和民生上，特別行政區按基本法規定保持原有的資本主義制度，而不實行中國大陸地區的社會主義制度和政策。同時特別行政區可以自行制訂自己的流通貨幣和財政方針，港元和澳門幣分別繼續作為香港與澳門的流通貨幣。另外基本法還提供憲法所保障的人權和自由等權利，同時基本法的條文也讓《公民權利和政治權利國際公約》獲得憲法保障地位。
由於香港特別行政區和澳門特別行政區過去曾經分別被英國以及葡萄牙管治過，在這般背景下使得主要官員、政府機構乃至於法律設計上有部分相似地方，例如雙方都有廉政公署、審計署、終審法院和民政總署（港稱民政事務總署）等機構，同時兩個地區都不同於中國大陸地區而採行靠左行駛的方式。不過兩個特別行政區在制度上也有不同處，分別包括有保留傳統的政府架構、法律體系不同、澳門沒有高等法院等。同時《中華人民共和國澳門特別行政區基本法》是以較早制定的《中華人民共和國香港特別行政區基本法》為藍本所通過的修訂版本，因此香港與澳門兩者的基本法在內容上有些許不同之處，不過這也避免了很多憲制法律中的問題與漏洞。
2004年3月8日，全國人民代表大會常務委員會副委員長王兆國説明《中華人民共和國憲法修正案（草案）》時稱：憲法修正案（草案）在憲法第十四條增加第四款「國家建立健全同經濟發展水平相適應的社會保障制度。」；在憲法第三十三條中增加第三款「國家尊重和保障人權。」；在憲法第五十九條第一款關於全國人民代表大會組規定中增加「特別行政區」，將這一款修改為：「全國人民代表大會由省、自治區、直轄市、特別行政區和軍隊選出的代表組成。各少數民族都應當有適當名額的代表。」:31-32全國人民代表大會常務委員會2004年4月6日解釋基本法附件一第七條和附件二第三條，明確政制發展之啟動程序；據此，4月15日行政長官董建華向全國人大常委會提交關於2007年行政長官和2008年立法會產生辦法是否需要修改之報告:14。4月26日全國人大常委會通過決定，批准香港特別行政區朝着更加民主化之方向修改2007年行政長官和2008年立法會產生辦法；香港特別行政區政府經過18個月之廣泛諮詢，2005年12月21日向香港立法會提出一個更加民主之政制改革方案，方案沒有獲行立法會通過:14。
2010年，香港中文大學民調顯示，認為中華人民共和國政府「有落實一國兩制」的受訪者跌至三成半，比例創十年新低，2015年認為有落實的只餘23.5%。
一些港人提出積極促使「一國良制」。前基本法起草委員會成員、已故全國政協副主席安子介也曾說過「一國兩制，不如一國良制。」
2014年8月31日，全国人大常委会正式通过《全国人民代表大会常务委员会关于香港特别行政区行政长官普选问题和2016年立法会产生办法的决定》，为2017年特首普选方名200人，特首候选人规定是2至3人，每名候选人更须获得提委会过半数提名，才可以成为正式候选人，门槛为原先1/8选委会委员的4倍，同时全国人大常委会决议亦规定功能组别议席全数保留。[54]此决议激发泛民政党及争取民主的香港市民强烈不满，他们认为在此制度下，所有不获中央属意参选人，几可肯定必会被小圈子产生的提委会“筛走”，真正让全港合资格选民“普选”者只会有亲建制人士，故他们认定“8．31框架”下特首普选根本谈不上是他们主张的“真普选”。触发了占领中环和雨伞运动。政改方案最后被大笔数否决。
2020年3月18日外交部宣布要求纽约时报、华尔街日报、华盛顿邮报、美国之音的美籍记者不得在中国包括港澳继续从事记者工作，被泛民主派和外国记者会质疑干预香港特别行政区在《基本法》所列明自行管理的特别行政区出入境事务。同年6月30日中國全國人大常委會通過《港區國安法》後，美國為此撤銷香港在商業上享有的特殊待遇。
2021年3月11日，第十三届全国人民代表大会第四次会议表决通过《关于完善香港特别行政区选举制度的决定》，批評人士認為香港的民主進程出現大倒退，「一國兩制」名存實亡。
2021年3月30日，為落實中共中央總書記習近平早前提出的「愛國者治港」要求第十三屆全國人民代表大會常務委員會通過決議，修改了《香港基本法》附件一和二：行政長官的產生辦法；立法會的產生辦法和表決程序。中國對香港選舉制度的改革引發香港本地及國際社會熱議，香港民主派將之視為香港民主進程的大幅倒退。美國、英國、加拿大、澳洲、紐西蘭、歐盟等多個國家譴責中國共產黨顛覆香港選舉制度及摧毀一國兩制，完全違反《中英聯合聲明》，至此之後香港特區政府依據《港版國安法》陸續逮捕民主派政治人物與民運領袖、箝制言論自由（連香港加油都被禁）、立法管控各層面自由，迫使當地民主派組織與媒體相繼終止營運、駐港外國媒體與人權相關的國際組織撤離香港。
中国共产党第二十次全国代表大会上，「全面貫徹一國兩制」被寫入中国共产党章程。

### 政府權責
總部位於首都北京市的中華人民共和國國務院（中央人民政府）透過設立在香港的駐香港特別行政區聯絡辦公室與香港特別行政區政府保持聯繫，同樣地中華人民共和國國務院也在澳門設立駐澳門特別行政區聯絡辦公室來與澳門特別行政區政府進行商談。而香港特別行政區政府與澳門特別行政區政府則為了能夠與中華人民共和國國務院建立雙向溝通管道，分別在北京市設立了香港特別行政區政府駐北京辦事處與澳門特別行政區駐北京辦事處作為對口。而由於中華人民共和國基本法的性質使得其最終解釋權由全國人民代表大會常務委員會擁有，而其下還分別設立了香港特別行政區基本法委員會以及澳門特別行政區基本法委員會以提供相關意見。而《中華人民共和國香港特別行政區基本法》第一百五十八條則指出，如果香港法院審理案件時需要對基本法有關中央人民政府管理事務或者是中央人民政府和香港關係的條款進行解釋、而該條款的解釋又影響案件判決，香港終審法院應該提請全國人民代表大會常務委員會要求解釋。
而根據中華人民共和國香港特別行政區基本法的規定，有關特別行政區的外交以及國防事務由中華人民共和國中央人民政府負責。其中在外交談判或者是僅限國家參加的國際組織與會議可能直接影響特別行政區時，特別行政區政府可以派遣代表加入中華人民共和國代表團。另一方面，中華人民共和國政府也在兩個特別行政區分別派遣中國人民解放軍駐香港部隊與中國人民解放軍駐澳門部隊，而其費用則由中華人民共和國中央人民政府承擔。不過在特別行政區對外事務部分，中華人民共和國中央人民政府則授權特別行政區政府得以依照基本法內容自行處理相關事務。其中在不限國家參與的情況時，特別行政區則可以使用「中國香港」（Hong Kong, China）和「中國澳門」（Macau, China）的名義參與國際組織、國際事務與體育競賽。例如香港特別行政區和澳門特別行政區便由於作為獨立的經濟實體而同為世界貿易組織的會員，同時香港也是亞太經濟合作會議的經濟體成員之一，不過澳門在亞洲太平洋經濟合作會議中則沒有決策權。

## 擴展

### 香港展望
香港大學法律學院陳氏基金憲法學教授、全國人大常委會香港特別行政區基本法委員會委員陳弘毅認為，中國處於社會主義初級階段，在「一國兩制」之框架下，中國之主體實行社會主義，在港澳極小之地域容許資本主義制度繼續存在，不但有利於當地之繁榮安定，還有利中國之社會主義現代化建設:14。但願中國人能從「一國兩制」下香港之法治實踐中吸取法治和憲政之資源，但願中國之法治和憲政事業蒸蒸日上:92。一種想法是，香港應重視「兩制」多於「一國」，要防止來自內地之「干預」，要避免內地和香港「兩制」之模糊化，要盡量減少內地對香港之影響，要抗拒內地同化香港；此心態不但是「大香港主義」，現在看來，更是絕對過時，因為和1980年代初期（「一國兩制」構思形成那時）比較，中國大陸已經面目全非，其進步一日千里，有目共睹，而港英政府在過渡期則沉迷於政制改革和滿足於泡沫經濟，並沒有為香港經濟在21世紀之發展未雨綢繆，奠下穩固之基石:173-174。
2017年，清華大學法學院院長、清華大學港澳研究中心主任、前香港特別行政區基本法委員會委員王振民發表《「一國兩制」與基本法：歷史、現實與未來》結語〈香港為什麼依然重要？〉，認為討論關於「一國兩制」和香港問題，有兩種錯誤：一是有人認為現在全國開放，「一國兩制」運行起來成本高，還不如讓香港與內地特別是深圳完全融合，變回「一國一制」；二是一些極端人士認為，20年來「一國兩制」不成功，中央不斷「干預」香港「內部」，特別是不給「真普選」，香港乾脆「獨立」、重回「兩國兩制」:322。王認為主張「一國一制」沒弄清「一國兩制」精神實質和戰略考慮，沒看到保持「兩制」不變也是國家發展戰略需要:322。中國缺少可以講英文、可以雙語工作城市，香港應該保持英語特色；因此堅持「一國兩制」不改變、不動搖，確保在香港實踐不走樣、不變形，繼續貫徹實施，嚴格依基本法辦事，是對香港和中國最佳選擇:322-323。中國不允許香港「獨立」、「內地化」，「一國兩制」是必須長期堅持之國策，是中國特色社會主義和中華民族偉大復興事業重要部分:323。「香港經驗」仍是中國內地市場經濟改革和現代化建設之重要參照；香港是華人社會，擁有完善市場經濟體制和法治:323-324。儘管中國在建立社會主義市場經濟體制和現代化建設取得很大進步，但在法治和政府管理體制與發達經濟體有很大差距；香港作為特別行政區有包括上海之其他地方無法代替之作用:324。
2020年，民主黨創黨主席李柱銘接受BBC專訪時憶述，1980年代中英談判期間，他曾向中方官員表示「如果又要香港繼續安全繁榮，又想恢復行使主權，是『魚與熊掌，不能兼得』」，並建議讓中國恢復行使對香港的主權，但繼續租給英國。其後他加入香港基本法起草委員會，希望確保一國兩制順利實施。他指現在仍然相信鄧小平提出的「一國兩制」對香港最為有利，但前路非常艱難，又以蹺蹺板形容一國兩制，中國是父親，香港是兒子，一國兩制要成功，需要「大人」放開手，給予香港「普選」，以及北京不能干預香港內政。他批評北京政府近年「破壞了鄧小平的『一國兩制』，他的『一國兩制』是『港人治港、高度自治』，但新的『一國兩制』是『黨人治港、全面管治』」，又指他不太喜歡《基本法》關於「釋法」等部分，但《基本法》整體「行得通」、「看上來不壞」，是北京不肯遷就。他仍然認為一國兩制下，香港可以帶領中國走向民主，只是時間長短的問題。
2016年，前本土民主前線發言人梁天琦參與一個關於香港獨立的論壇時指，很多人未能意識到1997年香港主權移交後仍然是殖民地，又引述《前途解密》中訪問的一位不具名中共人士，指「周恩來執政時早已定下『白蟻政策』的基調，『充分利用』香港的地位進行集資，而『一國兩制』不過是中共的權宜之計」。因此，他認為一國兩制和《基本法》背後是一個目的是蛀空香港的陰謀，又批評「現今很多法律界的人卻將《基本法》視為『至高無上』的憲政權力來源，變相肯定了這一套缺乏民意授權的不公憲政安排」。他認為港獨是必然的，因為隨着越來越多人認知到中共的原意，便會追求獨立。

### 關於臺灣

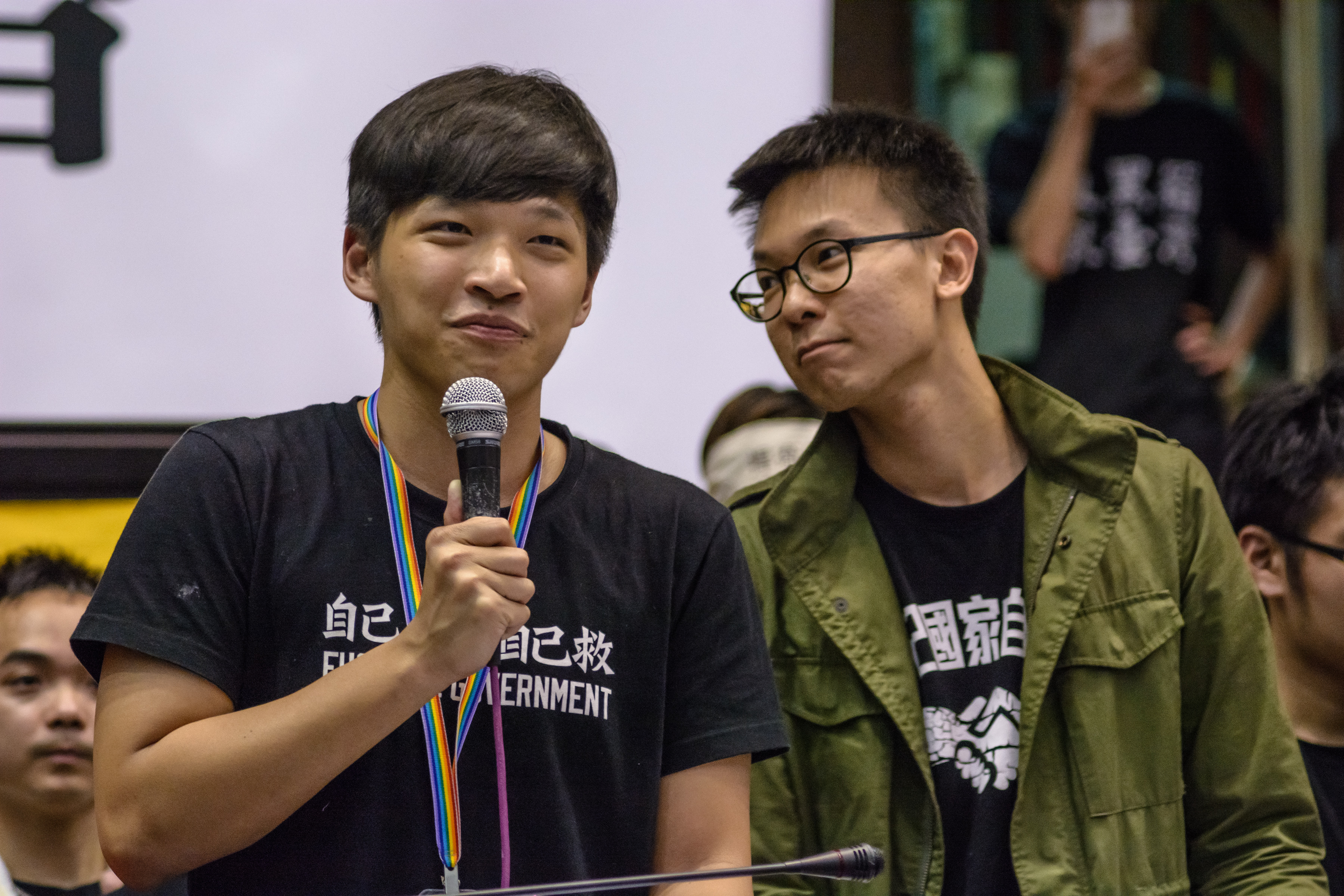
2014年太陽花學運期間，抗議群眾提出「今日香港，明日台灣」作為主要訴求和口號，並且將香港視為遭到中國因素影響的負面教材。圖為學運領袖陳為廷和林飛帆。

中華人民共和國政府還向中華民國政府提出一國兩制並且如同香港和澳門賦予特別行政區的地位，其中特別行政區內除了可以自行處理文化、經濟、外交、國防事務以及制訂國際貿易政策，并且让中華民國政府得以繼續保留權力、不會解散於臺灣設置的民意機關、能夠參與世界貿易組織等團體和有限度保留自身軍隊（不會對中國大陸構成威脅）等特別規定，但是種種提議都遭到中華民國政府拒絕。其主要原因在於中華民國不同於香港和澳門過去被視為英國以及葡萄牙的殖民地，除了現時仍然有15個主權國家願意提供外交承認而將其視為主權國家外，實際上其所統治的臺灣地區在政治、外交、經濟和軍事等方面都享有自主性和獨立性。面對這一情況，中華民國政府繼續維持現狀（有外交承認是中華民國的主權國家象徵），而且中華民國政府在憲法上至今仍未宣告放棄大陸地區的主權。
1984年，时任中华民国总统、国民党主席的蒋经国发表《三民主义统一中国必胜必成》一文，认为“一国两制”是中共的政治阴谋，是用来蛊惑自由世界、制造和平假象；1986年声称“一国两制”是共党为达到控制目的而提出，共党并未放弃侵犯吞并“我们”的意图；1986年，蒋经国主持国民党中央常会时强调，中共妄图以威逼利诱的方式分化国民党内部并打击士气。
根據2001年行政院大陸委員會的統計，大约80%的民眾反對一國兩制政策，僅有10%的民衆支持該項方針。其中反對中國共產黨人士便曾經提出一國兩府、《國家統一綱領》、一國兩區、邦聯制、聯邦制等建議，而一些人士認為一國兩制所提到的「一國」應為中華民國而非中華人民共和國。不過也有少部分臺灣民眾公開表示支持一國兩制原則，這包括有作家暨政治評論家李敖等人。當前中華民國社會民眾中普遍支持繼續維持現狀，並且反對短期內實現中國統一或臺灣獨立。其中隨著臺灣陸續推動民主化運動以及本土化運動，甚至在1990年代舉辦中華民國總統直接選舉等一系列政治改革，這使得臺灣內部支持台灣獨立運動的人士比例逐漸上升，部分臺灣民眾也開始對於爭奪中國代表權不感興趣。在2010年12月由行政院大陸委員會所作的民意調查中指出有高達87.3%的臺灣民眾認為應該維持現狀，而分別有6.4%以及1.2%的人士分別主張儘快宣布獨立或者盡快統一。而2011年時，以「您認為臺灣與中國大陸哪裡才是祖國」為問題進行的調查顯示有89.3%的受訪者選擇臺灣為祖國，僅有5.7%的民眾選擇中國大陸。在2013年的TVBS民調中心電話訪問民調中則指出如果海峽兩岸關係只有一種選擇時，則有71%的民眾希望臺灣能夠獲得獨立，而僅有18%的受訪者傾向與中國大陸統一。
一國兩制方針至今仍然是官方政策，在胡錦濤擔任中國共產黨中央委員會總書記後中華人民共和國曾實質停止宣傳一國兩制。其中在中華人民共和國新制定的《反分裂國家法》中便未提到一國兩制原則，相對地其假設臺灣採取中立並且不自行宣布獨立。而在2005年中國國民黨和平之旅之後中共開始進行海峽兩岸雙方交流與談判，到了2008年中國國民黨重新執政後兩岸官方會談重新展開，其中馬英九政府在處理海峽兩岸關係上決定採取「不統不獨不武」的政策。中華人民共和國政府則在九二共識的基礎上開始與中華民國政府進行官方交流，之後陸續設立兩岸定期航線、開放大陸居民赴台灣旅遊以及雙方共同簽署《海峽兩岸經濟合作架構協議》。其中中華人民共和國開始著重逐步推動經濟一體化，並且進一步與中華民國方面展開經濟和政治上的密切互動。
習近平在2012年中共十八大就任中國共產黨中央委員會總書記後，开始重新提起一国两制。2019年1月2日，習近平在「告台灣同胞書40週年紀念大會」宣佈繼續以“和平统一、一國兩制”作為兩岸統一大政方針，相关内容总结为习五条。6月香港反送中运动爆发后，直接冲击2020年中华民国总统选举的选情，两位参选人，蔡英文、韓國瑜均表态反对一国两制。而面对另两位国民党籍参选人郭台銘、朱立倫反对一国两制的表态，国务院台湾事务办公室发言人安峰山在6月26日仅重申“和平统一、一国两制”是中国大陆解决台湾问题的最佳方案。对于台湾方面反对一国两制的风潮，大陆方面文章反呛：放弃‘两制’，等于默认‘一制’。7月，解放军少将罗援撰文称，如不接受一国两制，可在武力统一或和平统一台湾后，实行“一国一制”。台灣問題與香港問題不一樣，但總有人拿香港來說事，來攻擊「一國兩制」；儘管不能說服所有台灣人接受它，但會說服更多台灣同胞接受；因此確保「一國兩制」在香港成功實施，對解決台灣問題意義重大:324。中國成功運用和平方式和「一國兩制」的模式解決香港問題，對其他國家也是很好的參照；任何一種社會制度都是我們一部分人對自然、對歷史和社會長期思考結果；我們可以不同意它，甚至可以批判它，「但是武器的批判不可以隨意取代批判的武器」；「一國兩制」就是不讓意識形態和社會制度不同成為不和平之理由，乃至戰爭之藉口:325。

### 西藏地區

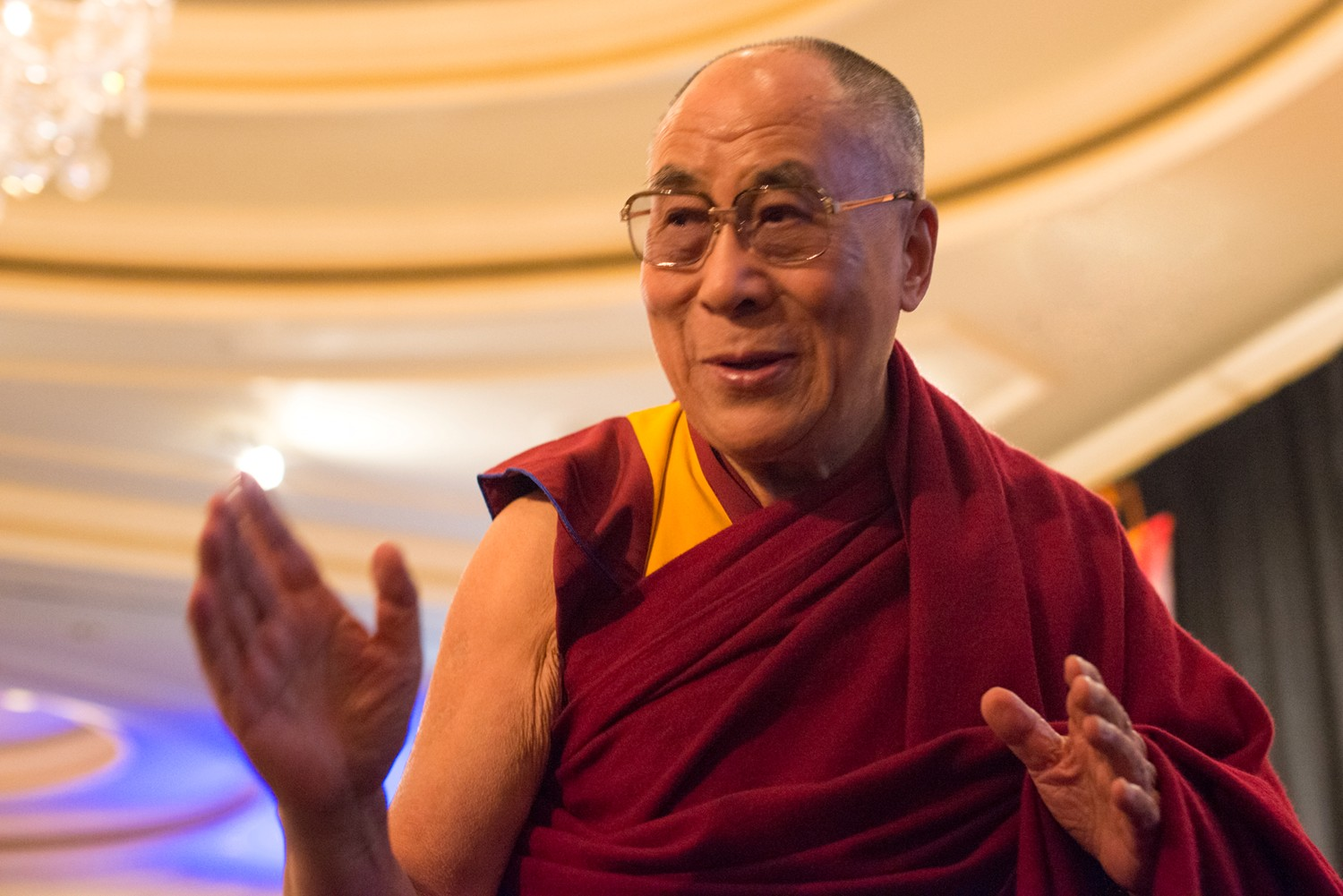
西藏流亡政府領袖十四世達賴

台湾学者林照真認為西藏地方当局與中華人民共和國政府所簽訂的《和平解放西藏十七條協定》是北京地方自治精神的初嘗試，並形容和平協定是一国兩制的濫觴。中華人民共和國中央人民政府在設法和西藏噶廈進行一系列接觸均無果後，1950年2月15日，中共中央西南局、西南军区暨中國人民解放軍第二野戰軍聯合發出進軍西藏政治動員令。同年10月19日，中國人民解放軍在昌都戰役中成功解放康區西部的昌都地區（當時屬於西康省，此前在康藏戰爭中被西藏噶廈派兵佔領），殲滅藏軍5700多人並且俘虜包括噶廈派來的昌都地區總管阿沛·阿旺晉美等在内的噶廈軍政人員，最後迫使藏軍向中國人民解放軍投降。
1951年2月，西藏噶廈（西藏地方政府）派出以阿沛·阿旺晉美為首的代表團前往北京與中華人民共和國中央人民政府代表李維漢等人談判。同年5月23日，雙方代表團在北京簽訂《中央人民政府和西藏地方政府關於和平解放西藏辦法的協議》。其中噶廈承認中華人民共和國擁有對於西藏地區的主權，而中央人民政府則承諾暫時維持西藏現有的社會階級和政治架構、共同打倒帝國主義與中國國民黨勢力，同時承諾在前幾年暫不實行民主改革，從而暫時保留了三大領主對農奴的權利，並且定明“根据中国人民政治协商会议共同纲领的民族政策，在中央人民政府统一领导之下，西藏人民有实行民族区域自治的权利”、“西藏地方政府应自动进行改革”。此後，在今西藏自治區的範圍内，同時存在三個地方政權，即西藏地方政府（噶廈）、班禪堪布會議廳（1953年改爲班禪堪布會議廳委员会）、昌都地區人民解放委員會。1956年，西藏自治區籌備委員會成立，吸收了上述三方面及中央人民政府的代表參加，此後三方面的權力逐漸向西藏自治區籌備委員會轉移。1959年藏區騷亂中，十四世達賴從西藏流亡至印度，中華人民共和國國務院宣佈解散西藏地方政府（噶廈），由西藏自治區籌備委員會行使西藏地方政府原有職權。隨後，中華人民共和國政府才開始推行西藏民主改革。1965年，西藏自治區正式成立。
十四世達賴喇嘛一直主張西藏自治、不追求獨立，2005年他提出在大藏區按照一國兩制的辦法實行“高度自治”，而且自治权利应比香港、澳门更大。他表示由於《中華人民共和國憲法》針對一國兩制有所規定，因此他的這項建議應該可以獲得中華人民共和國政府的接受，並且表示如果同意大藏區實施一國兩制作法時他將會結束流亡返回西藏。而中華人民共和國官方媒體對此反駁稱，一國兩制是專門為香港與澳門這類曾經遭到西方國家作為殖民地統治、實施資本主義制度的地區所施行，而西藏自從元朝開始便為中國領土的一部分，因此並不存在類似香港或者澳門地區的問題。同時中華人民共和國政府也認為西藏獨立運動成員可能藉由一國兩制的方式，藉由自治的名義方便往後推動獨立。此後達賴方面未再多提一國兩制，不過他還是強調自治的理念，並多次稱不會尋求獨立。

## 評價

### 中華人民共和國方
中華人民共和國中央人民政府和香港特別行政區政府、澳门特別行政區政府都認為，在《香港特别行政区基本法》、《澳门特别行政区基本法》的保障下，一國兩制政策已經分别成功在香港特别行政区、澳门特别行政区實施。
2013年3月時，全國人民代表大會法律委員會主任委員喬曉陽提出的「管理香港的人不能與中央對抗，不能企圖推翻中國共產黨的領導」論點，也引來香港部分民主派人士的批評。
2014年6月10日，中華人民共和國國務院新聞辦公室發表的《“一國兩制”在香港特別行政區的實踐》白皮書中重申香港的高度自治權来源于中央授权，并强调“中央拥有对香港特别行政区的全面管治权，既包括中央直接行使的权力，也包括授权香港特别行政区依法实行高度自治。对于香港特别行政区的高度自治权，中央具有监督权力。”这引來部分香港反对派人士的批評和質疑，認為中國共產黨領導高層是背棄一國兩制的承諾，進而破壞在中華人民共和國統治下香港實施民主自治的政策。例如香港大學專業進修學院人文及法律學院助理教授賈廷思表示難以就「監督權力」評論。被問到有沒有任何法律條文提及白皮書所謂「監督權力」，他表示若要辯論此問題，对方或會辩解《基本法》第12條暗示了有關權力，但賈認為該條文絕對沒有作此表述。公民黨法律界議員郭榮鏗指，白皮書所謂「監督權力」之說沒有明確法律基礎，強調白皮書不能取代《基本法》成為憲法一部份，也不能作為解釋《基本法》的文件。
就此问题，中国内地的一些法学专家强调，香港特别行政区的高度自治权来源于中央授权，并非香港固有，中央与香港不是分权体制，不存在所谓“剩余权力”问题，希望香港的反对派人士理性面对中央与香港的关系。此前有内地學者研究認爲，1986年初，在《基本法》起草过程中，港方起草委员李柱铭等人提出的“剩余权力”问题，後來並沒有被《基本法》承認。
而对于白皮书抛出的对自治层拥有指挥权的概念，《明报》不署名评论指若中央依法直接對港行使管治權，香港與其他中國城市并无分別，而在白皮書中出现中央人民政府「向行政長官發出指令的權力」的說法，這個權力如何操作、由哪一個部門向特首發號施令未有明言，评论认为體現高度自治的特首變成受令於中央，客觀上特首的管治威信勢必大打折扣。
對中國中央政府來說，一國兩制是一個整體，因此它不能僅僅對香港好，還是中國現代化、國際化整體戰略方案的一部分。起草《基本法》時以保障香港法制優先，但中央保留人大釋法條文（《基本法》第158條）。
2015年9月11日，中聯辦主任張曉明出席《基本法》頒布25周年研討會時就香港政制表示，草擬基本法時的主導思想，是以特區政府作為核心的主要體制，「行政長官具有超然於行政、立法、司法三個機關之上的特殊法律地位」。張曉明於研討會發表致謝辭說，香港於回歸前及回歸後，也沒有實行過任何三權分立的政治體制。他說，「作為領導特區政府的行政長官，他所具有的雙首長身分和雙負責制的責任，使得行政長官具有超然於行政、立法、司法的三個機關之上的特殊法律地位，處於特別行政區權力運行的核心位置，在中央政府之下，特別行政區的三權之上起着連結的樞紐作用」。
有關言論引發巨大爭議，多位政界人士對此作出評論。9月14日，香港大律師公會發表聲明，對張曉明的演講內容的討論表示深切關注。聲明提到，基本法清晰界定了三權的關係和權責。大律師公會堅信「權力分立」的法律概念在基本法底下得到充分的落實。張曉明「超然於三個機關之上」的描述，難免被解讀為行政長官「凌駕於三權之上」，引起公眾憂慮，大律師公會對此深表遺憾。大律師公會又促請張曉明及律政司司長早日作出澄清，「消除香港市民以及國際社會對香港在一國兩制下秉行法治的疑慮」。
同日，23名泛民立法會議員以泛民會議名義發表聯合聲明，引用基本法三項條文，說明行政長官權力受多重制衡，因此超然一說是無中生有。泛民會議表示希望張曉明能「尊重『一國兩制』及《基本法》，勿再發表損害香港核心價值的言論」，又促請梁振英「公開重申會遵守本地法律，並按基本法條文接受立法與司法的制衡」。9月15日，梁振英在政府總部會見記者時，評論了張曉明的演說內容，指張曉明在演說中並無使用「凌駕」字眼，有人沒在現場聽而作出批評，出現斷章取義或誤導的情況。9月16日，梁振英又對傳媒表示行政長官地位「確實是超然」。9月20日，香港律師會就張曉明的言論發表聲明，重申兩個基本原則：「司法獨立對法治的重要」和「香港司法機構的專業及其制度健全」。
香港大學學生會中文期刊《學苑》副總編輯江旻諺就第五次释法后评价一国两制称“香港唯一的工具價值，只在證明『一國兩制』的歷史錯誤”，“香港民主運動的消亡，是台灣面對的反例，證明了『一國兩制』是中國政府架構出的謊言”。
2021年3月7日，全國人大前常委、立法會前主席范徐麗泰接受深圳衛視專訪時表示：一国两制中“两制”指经济制度而非政治制度。
北京航空航天大學法學院副教授，全國港澳研究會理事田飛龍指出，一國兩制設計的初衷是讓內地學習香港，它包含着「兩制」互動融合的初衷初心。國家在一國兩制中的利益體現於一直強調的國家主權、安全和發展利益。主權與安全即香港不能成為反國家基地，「這是任何一個中央政府對地方政府最基本的政治忠誠要求」。發展利益則是指香港要在不同階段，根據其自身獨特優勢支持國家發展，「過去是幫助國家現代化，現在則在國家主場優勢下參與及融入式發展。在习近平提出的“四个自信”中，“中国特色社会主义道路自信”與”制度自信”此兩項皆表明現時中國的政治制度相比起外国（及香港）的制度模式具有显著优势。
2025年5月7日，中央民族大學法學院副院長、全國港澳研究會理事田飛龍表示，「一國兩制」作為港澳回歸後的治理制度安排，經過了港澳回歸後的實踐檢驗，其模式優於「一國一制」和「完全自治」。香港與澳門均實現了長期的繁榮穩定，充分證明「一國兩制」制度具備應對和化解實踐中複雜危機的能力，同時能夠推動制度體系不斷完善與發展，是助力現代化建設的一項長期戰略。 

### 香港民間

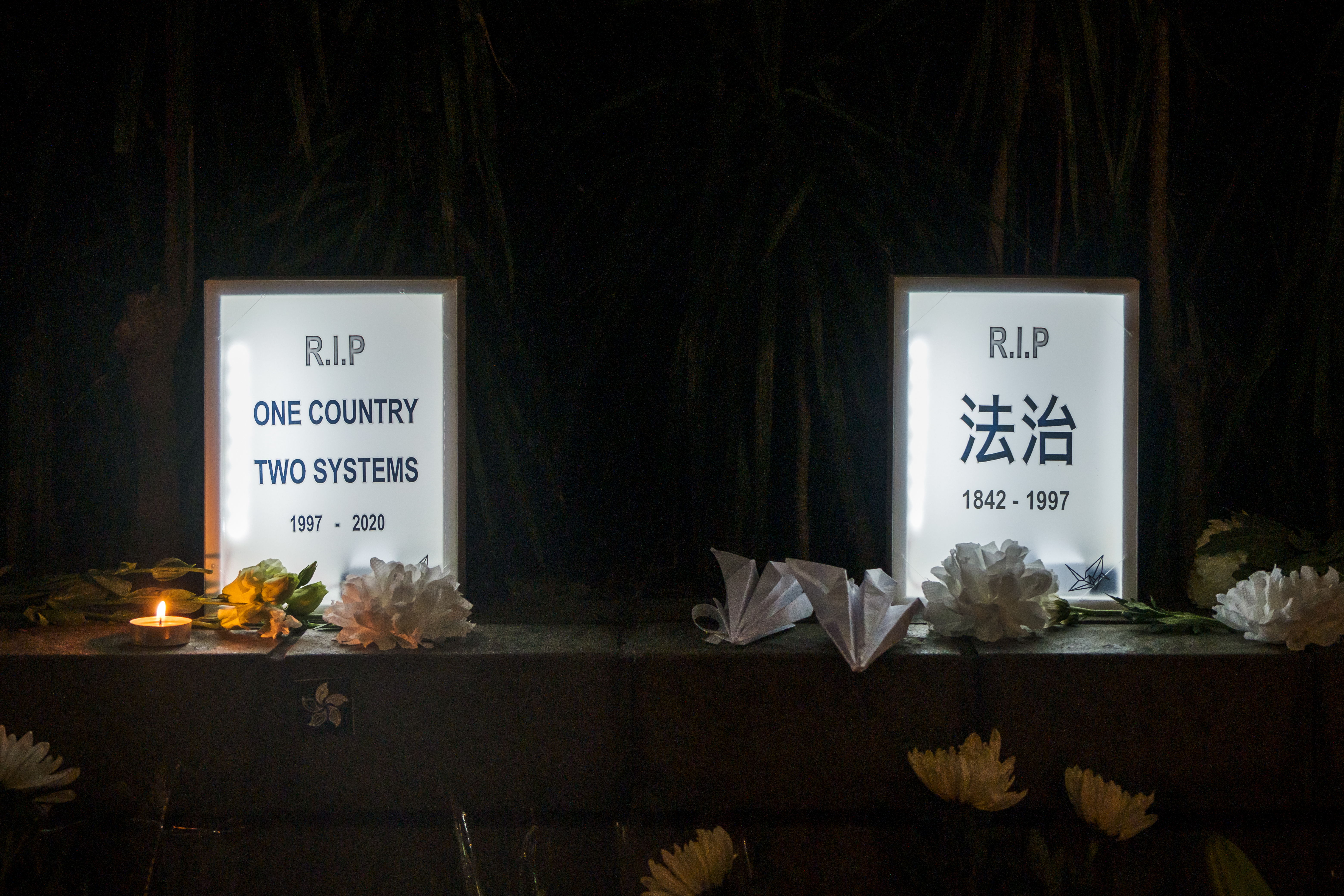
2020年6月，中央政府設立港版國安法後，有人在梁凌杰逝世一週年當日，擺放一国两制已死，法治已經在1997年失去的燈箱墓碑

1998年出版的《探求一個燦爛的世紀》一书中摘录，金庸曾對池田大作說：「中國對於香港的政策，可以說是『現狀不變，長期利用』八個字，再加上八字：『民族大義，利於國家』。香港現狀的維持對中國有利，對全國人民有利。只要能長期維持下去，可以加以充分利用。」:31、「這其中香港所發生的作用之大、所作貢獻之重要，是無可估量的。由於這些實際的考慮，毛澤東和周恩來制定的香港政策是『保持現狀，充分利用』。香港只有保持現狀，才對中國有用，既然有用，就長期而充分的利用之。這個政策一直不變。」:36、「『反英抗暴鬥爭』，組織左派群眾，和香港的英國政府正面衝突，衝擊港督府，與警察打鬥，到處放置炸彈。英國出動正規軍反擊，雙方都有死傷，還累及不少無辜市民，一時局面十分惡劣。幸得周恩來總理親自下令制止這種違反中央政策、破壞香港穩定繁榮的行動，左派暴動才漸漸平息。其後這場動亂的組織者與發動者據說受到了黨內的批評，有些人還受到處分懲罰，被下放到邊遠地區的農場和礦山中勞動改造。經過了這次教訓後，『不得破壞香港現狀』的政策在中共高層領導中更加得到重視，這個政策的基本理由是：香港現狀的維持對國家有利、對全國人民有利，也即是對全黨有利，對香港廣大中國同胞有利。」:37
2001年，《蘋果日報》、《大紀元時報》等的評論認為，香港名義上雖然擁有自己的法律以及言論和表達自由，但是仍然出現打壓異見人士和逐步壓縮言論自由的舉動，這包括香港特別行政區政府沒收六四民主浮雕、拒絕中華人民共和國民主運動人士入境等。其中一些批評認為香港特別行政區政府仍然會暗中聽從在北京市的中華人民共和國中央人民政府指示，而中華人民共和國政府暫緩按照基本法給予香港雙普選、全國人民代表大會解釋基本法等作為也常被視為中華人民共和國政府試圖干涉香港事務。例如2003年香港特別行政區基本法第二十三條準備立法時，便被擔憂可能是為了大規模打擊反對黨並且破壞自主權。
2015年9月，香港大學民意研究計劃在的民意調查報告顯示，對一國兩制感到信任的43.3%民眾低於感到不信任的50.0%民眾，而對於中華人民共和國政府的信任度也回升至35.5%；然而有36.8%以及44.1%的香港民眾分別不信任香港特別行政區政府和中華人民共和國政府，同時對於香港前途的信心程度則由1997年7月的72.7%下滑至2015年9月的44.0%。雖然一國兩制已經在香港和澳門地區實行，但是《蘋果日報》質疑一國兩制實際上並沒有如其所述在2047年以前給予高度自主，甚至認為中華人民共和國已經針對香港地區進行多次干涉。
2018年，香港法學學者、香港大學法律系副教授戴耀廷曾任香港基本法諮詢委員會的學生代表，其對一國兩制的實施曾帶有批判和懷疑。他在法律系的學士論文是研究一國兩制如何在台灣實施，認為在實施上要面對很多問題。一國兩制本身是充滿矛盾的產物，兩制衝突是必然。中港兩地無論經濟制度、社會狀況均有不少差異，要結合並不容易，戴稱「當時希望有一國兩制，但又不是天真到覺得一國兩制無問題。」香港政策研究所董事暨行政總裁及基本法諮委會成員馮可強對一國兩制的運作模式的理解，是委員會成員都希望香港走向民主，最終實現全面普選。香港繼續沿用普通法系，與中國特色大陸法系不會互相干預，「河水不犯井水......總之內地歸內地、香港歸香港，大家互相尊重，同時香港繼續對中國經濟作出貢獻。」這個共識是因為當時大陸剛開始改革開放，無論法律、經濟、城市管理等都比香港落後，不少官員都欲來港取經學習，中央亦很樂於接受意見，其中目標是香港能繼續貢獻中國的改革開放。而《基本法》起草過程中有一種意見是當時香港精英認為回歸已經不可避免，故在當前條件下試圖在《基本法》內獲取更大的本地利益，以及聚焦於民主、實現普選及保護自身經濟利益，「以本地利益優先，財產權優先，民主權利發展優先」。馮可強認為一國兩制實施過程裏，中央依據香港社會形勢轉變，治港方略變化可分為三階段，即董建華第一任行政長官時期的「基本不管」，董建華下台後中央開始查找「要管」的法理依據，以及發表《「一國兩制」在香港特別行政區的實踐》白皮書，宣佈對港擁「全面管治權」。馮認為一國兩制下中央對港擁許多權力，最初備而不用且鮮有提及，以致被人忽略，例如《中华人民共和国宪法》第31條列明，「在特別行政區內實行的制度按照具體情況由全國人民代表大會以法律規定」，意味「根據憲法，中央有權對香港做任何事」，問題只是他是否實踐這權力和有多克制。
2019年，香港大學政治與公共行政學系副教授張贊賢（Peter T.Y. Cheung）說：「和1997年不同，我認為今天的一些不安來自確定性，而不是不確定性」。

### 國際輿論
2006年，正值陈水扁当政时期，中华民国行政院大陸委員會提出169個案例指控中華人民共和國多次干涉香港市民自治的權利，並且嚴重干預司法系統以及言論自由。中華民國前總統李登輝和陳水扁曾批評一國兩制使香港民主倒退、基本人權受侵犯、產業空洞化加速以及失業率大幅提高，並且認為香港政經困境的真正癥結點在於香港喪失自主性與主體性。
2011年，英国政府在部分提交国会的《香港半年报告书》中均认为，一国两制原则在香港运作良好，《中英联合声明》所承诺的权利及自由也得到尊重，亦同時表示近年一些事件引起英國政府及國際社會對一國兩制落實情況的關注，引起香港特區政府回應指其他國家不應干預香港內部事務。欧盟发表的《2012年香港年报》也认为，一国两制在香港运作良好，香港人的人权自由继续受到尊重，法治、市场经济及营商环境继续得以维持。2012年，美国国会美中经济与安全审议委员会报告中，在有关香港的部分就香港一国两制的持续实施表达关注，并且重提应制定美国－香港政策法报告。香港特別行政區政府发言人反驳称，一国两制正有效运作，报告就香港一国两制的持续实施表达的关注毫无根据。
2020年5月末，全國人大會議通過「港區國安法」決定草案，美國總統特朗普在同月29日於白宮玫瑰園舉行記者會，批評通過「港區國安法」決定草案是違背1984年《中英聯合聲明》確保香港自治的承諾，將「一國兩制變成一國一制」，對港人、內地人、以及及全世界人民來說都是「悲劇」。
2020年11月11日，全國人大會議宣布取消香港4名民主派立法會議員的議席，繞過經香港立法會及香港法院的取消資格審議程序，另外15名民主派議員表示證明一國兩制已死，決定總辭，事件引起多國表態，美國國家安全顧問奧布萊恩於同日發表聲明，他稱這顯示中共當局違背《中英聯合聲明》中所作的國際承諾，以及在《基本法》下對香港人的承諾，證明「一國兩制」只是中共在香港擴大一黨專政的一塊「遮醜布」，並表明美國會繼續運用《香港人權及民主法案》、《香港自治法案》及「香港正常化」行政命令下的所有權力，查明和制裁要為泯滅香港自由負責的人。
2021年3月12日，前中華民國總統馬英九在出席孫中山逝世96周年紀念活動時接受記者提問時表示，形容一國兩制的構想正式進入歷史、宣告死亡，對此感到非常遺憾。而中國國民黨主席江啟臣呼籲北京確保香港的自由與民主化，才能得到港人的民心。
2024年1月11日，台灣國民黨正、副總統候選人侯友宜、趙少康舉行國際記者會。《日經新聞》記者提問，中國主張一國兩制是中國與台灣關係的基礎，但看到香港的現況，能接受中方說的一國兩制嗎？趙少康表示，香港的一國兩制是失敗的，台灣絕對不接受一國兩制。趙少康指出，香港三周前的區議會選舉，投票率僅27％，就表示香港人已經用腳反對他們的制度，特別是國安法訂定以後。

## 其他地区的设想

### 馬來西亞
2006年以前，東馬來西亞實施特殊的出入境政策，所有西馬來西亞的人需要持有護照，方可入境東馬來西亞。
現在，只需要持有大馬卡就能進入，但不過只能逗留90天，不能逾期或長期逗留。同時，東馬來西亞居民可以自由進出西馬來西亞。故此，有人將之稱為馬來西亞版的一國兩制。

### 朝鲜半岛
高麗民主联邦共和国（：／）是朝鮮民主主義人民共和國已故最高領導人金日成在1980年10月10日朝鲜劳动党第六次代表大会上，所作的朝鲜劳动党中央委员会工作总结报告中提出的後的國名，以一个民族、一个国家、两种制度和两个政府为基础。
金日成主張朝鮮国自主和平统一，並使用朝鮮半島歷史上第一個统一國家高麗國作為國號。
1997年8月4日，金正日发表了《切实贯彻伟大领袖金日成同志关于统一祖国的遗训》，将《建立高丽民主联邦共和国方案》与《统一祖国三项原则》《为统一祖国，实现全民族大团结的十大纲领》一起，定为“统一祖国的三大宪章”。
2013年10月10日，朝鲜劳动党建党68周年纪念日，朝鲜劳动党官方报纸《劳动新闻》登载文章，强调联邦制度才是最光明正大的民族共同统一方案。
2023年12月，朝鲜劳动党总书记金正恩正式宣布，北韓與南韓的關係不再是「同一民族」的關係，而是敵對兩國關係，強調兩韓是兩個不同民族的國家，不再尋求與大韓民國統一，定調兩韓處於「敵對」或「交戰」關係。勞動黨得出「朝韓永遠都無法實現統一」的結論。

### 冲绳
在概述日本民主党对冲绳县想法的《冲绳愿景》中，冲绳县被描述为区域主权的试点，采用“一国两制”的方式，并考虑积极纳入各种制度，但几乎没有提到更高的自治程度，这个愿景与经济、边境管制、教育等方面的经济特区相类似。

### 加泰罗尼亚
关于加泰罗尼亚独立运动的讨论中，加泰罗尼亚社会主义者党亦主张可以考虑一国两制。

### 北爱尔兰
爱尔兰外交部长西蒙·科文尼表示，将香港与中国联系起来的安排，可能是解决英国脱欧后北爱尔兰命运的一个可能解决方案。
欧盟成员国爱尔兰共和国和英国统治的北爱尔兰之间的边界，在与英国的谈判中越来越受到关注；都柏林要求边界保持完全开放，以避免危及和平进程。

### 巴勒斯坦
为《亚洲时报》撰稿的穆罕默德·科恩（Muhammad Cohen）认为，“一国两制”的模式是解决以巴冲突的一个可能方案。

### 引用
1. ↑   (PDF). 新华网. 新华社.   [2021-02-10]. （原始内容存档 (PDF)于2021-02-11）.
2. 1 2  . 外交部驻港公署.   [2021-02-10]. （原始内容存档于2021-05-30）.
3. 1 2  . 香港經濟日報. 2018-08-08  [2019-11-29]. （原始内容存档于2020-04-08）.
4. 1 2  . Yahoo News. 2024-01-11  [2024-01-12]. （原始内容存档于2024-01-24）.
5. ↑  . 香港01. 2024-01-12  [2024-01-15]. （原始内容存档于2024-01-18）.
6. ↑  . 大陸委員會. 2021-10-30  [2024-01-18]. （原始内容存档于2024-01-18）.
7. ↑  . Yahoo News. 2022-07-1  [2024-01-15]. （原始内容存档于2022-07-30）.
8. ↑  来源：中国共产党新闻网. . 人民网. 2013-05-23  [2016-10-06]. （原始内容存档于2017-03-03） （中文（中国大陆））. 朝鲜停战协定签署，毛泽东认为是该解决台湾问题的时候了。10月，毛泽东在中央军委会议上说：“朝鲜停战了，我们身上的担子一下轻了很多……这两年，我们那位在台湾的蒋先生趁我们抗美援朝无暇他顾之际，仗着有‘山姆大叔’撑腰，很是兴风作浪，在那裡做反攻大陆的美梦哩！我们现在已经可以腾出手来了，我看该集中力量去解决台湾的问题了。”
9. 1 2 3 4 5 6 7 8 9 10 11 12 13 14 15 16 17 18 19 20 21 22 23 24 25 26 27 28 29 30 31 32 33 34 35 36 37 38 39 40 41 42 43 44 45  王振民. 王振民主編 , 编. . 憲法與基本法研究叢書 香港第一版. 三聯書店（香港）. 2017. ISBN 978-962-04-4207-0.
10. ↑  . now新聞. 2019-01-03  [2019-01-03]. （原始内容存档于2019-01-04）.
11. ↑  . 《台灣百科》. 中國網.   [2015-10-21]. （原始内容存档于2016-03-05）.
12. 1 2  徐晓全. .   [2021-02-10]. （原始内容存档于2021-05-07）.
13. ↑  . cpc.people.com.cn.   [2025-05-20].
14. ↑  . 新紀元周刊｜和您攜手，共同走進新的紀元. 2023-05-11  [2023-05-11]. （原始内容存档于2023-05-11） （中文）.
15. ↑  人民網. . 华夏经纬网. 2008-12-25  [2014-07-23]. （原始内容存档于2014-08-23）.
16. 1 2 3 4 5 6  . 北京: 人民出版社. 1993.
17. ↑  . 人民网. 2012-12-26  [2019-03-27]. （原始内容存档于2019-03-27） （简体中文）.
18. ↑  海基會首任秘書長陳長文. . Ettoday東森新聞雲. 2016-05-02  [2016-11-03]. （原始内容存档于2016-11-29）.
19. ↑  曹伯晏. . 《自由時報》. 2014-03-15  [2014-07-23]. （原始内容存档于2014-07-17） （中文（繁體））.
20. ↑  江揆：中華民國是主權獨立國家，不接受一國兩制 （页面存档备份，存于），行政院
21. ↑  嚴思祺. . BBC中文網. 2014-09-26  [2014-09-29] （中文（繁體））.
22. ↑  .   [2019-01-06]. （原始内容存档于2019-01-06）.
23. ↑  . 中国人大网. 2012-11-06  [2024-04-18]. （原始内容存档于2022-03-31） （中文）.
24. ↑  . 新华网. 2012-11-17  [2024-04-18]. （原始内容存档于2024-04-18） （中文）.
25. 1 2  . BBC. 2018-01-04  [2019-11-29]. （原始内容存档于2020-04-08）.
26. ↑  .   [2023-02-02]. （原始内容存档于2023-02-02）.
27. ↑  . 新华网_让新闻离你更近. 2019-01-02  [2019-01-03]. （原始内容存档于2019-01-03） （中文）.
28. 1 2 3 4 5 6 7 8 9 10 11 12 13 14 15 16 17 18 19 20  陳弘毅. . 香港: 中華書局（香港）. 2014.
29. ↑  . 香港: 政府印務局印. 1984-09-26.
30. ↑  . 一國兩制研究中心.   [2014-07-23]. （原始内容存档于2015-09-24） （中文（繁體））.
31. ↑  Erik Lenhart.  (PDF). Slovenská politologická revue. 2006  [2014-07-23]. （原始内容 (PDF)存档于2014-07-26） （斯洛伐克语）.
32. ↑  . BBC. 2017-06-29  [2019-11-29]. （原始内容存档于2020-04-08）.
33. ↑  . 一國兩制研究中心.   [2014-07-23]. （原始内容存档于2015-03-20） （中文（繁體））.
34. ↑  . 中華人民共和國外交部駐香港特別行政區特派員公署. 2003-09-16  [2014-07-23]. （原始内容存档于2015-09-24） （英语）.
35. ↑  許崇德主編 (编). . 北京: 中國人民大學出版社. 1994.
36. ↑  全國人民代表大會. . 中華人民共和國外交部駐香港特別行政區特派員公署. 2003-06-26  [2014-07-23]. （原始内容存档于2015-09-24） （英语）.
37. ↑  蕭平. . 大公報 (香港: 大公報（香港）). 2020-04-09: A12.
38. ↑  .   [2023-02-02]. （原始内容存档于2023-02-02）.
39. ↑  .   [2023-02-02]. （原始内容存档于2023-02-01）.
40. ↑  李默. . 廣州: 廣東旅旅出版社. 1993.
41. ↑  黃文放. . 香港: 浸會大學. 1997.
42. ↑  國務院辦公廳秘書局、中央編委辦公室綜合司. . 北京: 中國發展出版社. 1995.
43. ↑  聯合新聞網. . 聯合新聞網. 2020-04-21  [2020-04-22]. （原始内容存档于2020-05-02） （中文（臺灣））.
44. ↑  . 香港特別行政區政府.   [2014-09-01]. （原始内容存档于2014-10-27） （中文（繁體））.
45. ↑  . 印務局.   [2014-09-01]. （原始内容存档于2016-04-26） （中文（繁體））.
46. ↑  Jing Luo. . 美國朗漢（Lanham）: 美國大學出版社（英语：University Press of America）. 2004-08-11  [2014-07-23]. ISBN 978-0761829379. （原始内容存档于2014-07-28） （英语）.
47. ↑  Wong Yiu-chung. . 美國朗漢（Lanham）: Rowman & Littlefield（英语：Rowman & Littlefield）. 2004-10-01  [2014-07-23]. ISBN 978-0739104927. （原始内容存档于2014-07-28） （英语）.
48. ↑  邓小平. . 著作选登 - 邓小平文选第三卷 - 领袖人物资料库 人民网. 1988-06-03  [2018-03-22]. （原始内容存档于2017-09-14）.
49. ↑  陈明显. . 中共中央党校出版社. 2002年.
50. ↑  袁求實. . 三聯書店（香港）有限公司. 2015年 第二版. ISBN 978-962-043-636-9.
51. ↑  . 香港特別行政區政府.   [2014-07-23]. （原始内容存档于2015-09-24） （中文（繁體））.
52. ↑  董建華. . 香港特別行政區政府.   [2014-07-23]. （原始内容存档于2015-09-24） （中文（繁體））.
53. ↑  . 香港特別行政區政府.   [2014-07-23]. （原始内容存档于2009-03-18） （中文（繁體））.
54. ↑  梁愛詩. . 香港特別行政區政府. 2000-11-09  [2014-07-23]. （原始内容存档于2008-06-04） （中文（繁體））.
55. ↑  . 香港《基本法》敎育協會. 2004. ISBN 988-97873-1-8.
56. ↑  江素惠. . 東方日報. 2010-07-04  [2019-11-19]. （原始内容存档于2020-04-08）.
57. ↑  香港特約記者 甄樹基. . 法國國際廣播電台. 2015-06-30  [2020-06-07]. （原始内容存档于2019-05-03）.
58. ↑  徐百弟（資深香港民主黨員、區議員）. . 縱覽中國. 2015-10-08  [2019-11-19]. （原始内容存档于2020-04-08）.
59. ↑  薛偉. . 世界日報. 2014-06-24  [2019-11-19]. （原始内容存档于2016-04-19）.
60. ↑  陳長文. . 中國時報. 2014-10-06  [2020-06-07]. （原始内容存档于2019-05-03）.
61. ↑  江棋生. . 香港蘋果日報. 2007-07-02  [2019-11-19]. （原始内容存档于2016-11-30）.
62. ↑  陶傑. . 蘋果日報. 2016-09-06  [2019-11-19]. （原始内容存档于2016-11-30）. 從前的香港元老安子介早就指出過：一國兩制，不如一國良制。兩制之中全世界都看到的壞的那一制，如果不逐步改善，反而倒退，將英國人留下的香港另一制大肆破壞，拉扯下來，漸變成一國一樣的劣制，不論花多少錢灌輸愛國教育，香港年輕人眼巴巴看着有錢人和梁班子高官將子女送去英美，一定不會認同中國。
63. ↑  . news.rthk.hk.   [2020-04-22]. （原始内容存档于2020-05-08） （中文（香港））.
64. ↑  . 眾新聞.   [2020-04-22]. （原始内容存档于2020-03-28） （中文（香港））.
65. ↑  . 国务院港澳事务办公室. 2021-02-22  [2021-04-01]. （原始内容存档于2021-03-08） （中文（中国大陆））. 夏宝龙表示，习近平总书记指出，要确保“一国两制”实践行稳致远，必须始终坚持“爱国者治港”。
66. ↑  . 中國人大網. 2021-03-30  [2021-04-01]. （原始内容存档于2021-03-30）.
67. ↑  . 蘋果日報. 2021-03-12  [2021-03-18]. （原始内容存档于2021-04-01）.
68. ↑  . Deutsche Welle. 5 March 2021  [2021-03-18]. （原始内容存档于2021-03-12）.
69. ↑  . Financial Times. 11 March 2021  [2021-03-18]. （原始内容存档于2021-03-12）.
70. ↑  . Reuters. 11 March 2021  [2021-03-18]. （原始内容存档于2021-03-12）.
71. ↑  港民主派大拘捕人數續增！ 至少52人被抓 媒體辦公室也被搜 （页面存档备份，存于），自由時報，2021-1-6
72. ↑   （页面存档备份，存于），美國之音，2021年7月8日
73. ↑  港府大動作逮捕!8名泛民主派人物被扣上「非法集會遊行」嫌疑 （页面存档备份，存于），新頭殼newtalk，2020.12.08
74. ↑  香港《蘋果》6位前高層被控港版國安法今出庭　還押至10月12日再審 （页面存档备份，存于），台灣蘋果新聞網，2021/09/30
75. ↑  香港疫情後首度辦大型路跑　跑者穿「香港」背心也不行 （页面存档备份，存于），台灣蘋果日報，2021/10/24]
76. ↑  「香港加油」遭禁 左右逢源更難 （页面存档备份，存于），明報，2021-10-28
77. ↑  港馬禁「香港」、「香港加油」惹反彈 有評論諷是「低級紅」、港府虛歉 （页面存档备份，存于），法國國際廣播電台，2021-10-25
78. ↑  紀念六四雕塑「國殤之柱」　香港大學展示24年要求5天內撤走 （页面存档备份，存于），蘋果新聞網，2021-10-9
79. ↑  香港立法會通過電檢條例　「不利國家安全」電影可停映 （页面存档备份，存于），2021-10-27
80. ↑  紐時：香港公民社會瓦解潮之中　記者協會試圖撐住 （页面存档备份，存于），台灣蘋果新聞網，2021-10-26
81. ↑  香港言論自由捍衛者的「見招拆招」：獨立媒體發展複雜營運模式，連維基百科都投入行動，換日線，2021-10-28
82. ↑  國際特赦組織撤出香港 （页面存档备份，存于），自由時報，2021/10/26
83. ↑  端傳媒將撤出香港 資深傳媒人STEVE VINES亦離港 （页面存档备份，存于），端傳媒，2021-8-3
84. ↑  國安法陰影籠罩　《紐約時報》將數位新聞團隊撤出香港：員工面臨過去在中國才會遭逢的困難 （页面存档备份，存于），德國之聲，2020-07-15
85. ↑  .   [2022-10-22]. （原始内容存档于2023-01-03）.
86. ↑  . 一國兩制研究中心.   [2014-07-23]. （原始内容存档于2015-03-19） （中文（繁體））.
87. ↑  . 中華人民共和國外交部駐香港特別行政區特派員公署. 2000-11-15  [2014-07-23]. （原始内容存档于2015-09-24） （英语）.
88. ↑  . 經濟局. 2014-03-05  [2014-07-23]. （原始内容存档于2014-08-12） （中文（繁體））.
89. ↑  . BBC News 中文. 2020-05-06  [2021-04-01]. （原始内容存档于2021-02-22） （中文（繁體））.
90. ↑  . 學苑. 2016-05-28  [2021-04-06]. （原始内容存档于2021-05-30） （中文（臺灣））.
91. ↑  张洁平. . 《紐約時報》. 2014-04-22  [2014-07-23]. （原始内容存档于2014-07-15） （中文（简体））.
92. ↑  . 中華人民共和國駐匈牙利大使館. 2004-04-14  [2014-07-23]. （原始内容存档于2013-05-25） （匈牙利语）.
93. ↑  . 行政院大陸委員會. 1998-07-23  [2014-07-23]. （原始内容存档于2014-07-14） （中文（繁體））.
94. ↑  温天鹏. . 台海研究 (上海). 2023-12-30, 2023 (04): 12-24. CN 31-2086/D. ISSN 2095-6908.
95. ↑  行政院大陸委員會. . 行政院新聞局. 2001-07-05  [2014-07-23]. （原始内容存档于2012-07-31） （英语）.
96. ↑  李家泉. . 中國網. 2001  [2014-07-23]. （原始内容存档于2014-12-27） （中文（繁體））.
97. ↑  《澳洲日報》. . 新浪. 2011-06-22  [2014-07-23]. （原始内容存档于2014-07-26） （中文（繁體））.
98. ↑  國立政治大學.  (PDF). 行政院大陸委員會. 2014-03-15  [2014-07-23]. （原始内容存档 (PDF)于2013-12-16） （中文（繁體））.
99. ↑  . 行政院大陸委員會. 2011-01-07  [2014-07-23]. （原始内容存档于2014-07-28） （中文（繁體））.
100. ↑   (PDF). 台灣智庫. 2011-10-08  [2014-07-23]. （原始内容存档 (PDF)于2012-04-26） （中文（繁體））.
101. ↑  蘇聖怡. . 《蘋果日報》. 2013-10-30  [2014-07-23]. （原始内容存档于2015-06-13） （中文（繁體））.
102. 1 2  歐漢龍（英语：Michael E. O'Hanlon）. . 《世紀報》. 2005-05-01  [2014-07-23]. （原始内容存档于2014-07-28） （英语）.
103. ↑  哈密史·麥達諾（英语：Hamish McDonald）. . 布魯金斯學會. 2005-05-13  [2014-07-23]. （原始内容存档于2006-05-06） （英语）.
104. ↑  倪鸿祥. . 網易. 2008-01-17  [2014-07-23]. （原始内容存档于2014-12-27） （中文（简体））.
105. ↑  高希均. . 《遠見雜誌》. 2010年7月  [2014-07-23]. （原始内容存档于2014-07-20） （中文（繁體））.
106. ↑  . 行政院大陸委員會. 2012-11-08  [2014-07-23]. （原始内容存档于2014-07-14） （中文（繁體））.
107. ↑  AMY CHANG CHIEN. . 纽约时报中文网. 2019-08-21  [2019-09-28]. （原始内容存档于2019-09-30） （简体中文）.
108. ↑  徐祥丽、刘叶婷. . 责编：崔越、常红. 人民网. 2019-06-26  [2019-09-27]. （原始内容存档于2019-06-27） （简体中文）.
109. ↑  关其行. . 责任编辑：王宁 PN240. 凤凰网，来源：中国台湾网. 2019-06-12  [2019-09-28]. （原始内容存档于2019-09-27） （简体中文）.
110. ↑  罗援. . 责编：杨阳. 环球网. 2019-07-22  [2019-09-28]. （原始内容存档于2019-09-26） （简体中文）.
111. ↑  董樹藩，民國48年西藏反共抗暴後達賴喇嘛言行之研析，蒙藏委員會，第57頁
112. ↑  林照真認為一般人誤以為香港的「一国两制」是出自邓小平，但一国两制實際上只是西藏〈十七條協議〉的另一種說法，換句話說，一国两治第一次實施地區應該是西藏，〈十七條協議〉才是北京地方自治精神的初嘗試。林照真，最後的達賴喇嘛，時報文化，ISBN 957-13-3263-1，第328頁
113. ↑  人民網. . 中國共產黨新聞網. 1950-02-15  [2014-07-23]. （原始内容存档于2014-07-29） （中文（简体））.
114. ↑  茨仁夏加. . 紐約: 哥倫比亞大學出版社. 1999-10-15: 28–32. ISBN 978-0231118149 （英语）.
115. ↑  王喆. . 人民網. 1950-02-15  [2014-07-23]. （原始内容存档于2013-04-06） （中文（简体））.
116. ↑  鄧榕. . 地球出版社. 1993年: 第573頁. ISBN 978-9577141361 （中文（繁體））. 1950年10月，我軍費時十八天，在西藏東部大門昌都發起戰役，殲滅敵軍五千七百餘人，打開了進軍西藏的大門。
117. ↑  . 人民網.   [2014-07-23]. （原始内容存档于2012-03-18） （英语）.
118. ↑  梅爾文·戈爾茨坦. . 美國紐約: 哥倫比亞大學出版社. 2009-04-13: 第48頁至第49頁  [2014-07-23]. ISBN 978-0520259959. （原始内容存档于2014-07-28） （英语）.
119. ↑  Wang Jiawei和Nyima Gyaincain. . China Intercontinental Press. 2001-01-01: 第209頁  [2014-07-23]. ISBN 978-7801133045. （原始内容存档于2014-07-28） （英语）. The Quamdo battle thus came to a victorious end on October 24, with 114 PLA soldiers and 180 Tibetan troops killed or wounded.
120. ↑  . 人民網. 2003-08-01  [2014-07-23]. （原始内容存档于2013-06-09） （中文（简体））.
121. 1 2  新華網. . 網易. 2009-01-19  [2014-07-23]. （原始内容存档于2015-02-22） （中文（简体））.
122. 1 2  .   [2015-04-23]. （原始内容存档于2016-03-04）.
123. ↑  Thomas Laird和14th Dalai Lama. . 臺灣臺北: 聯經出版. 2008年: 第299頁至第300頁. ISBN 978-9570832877 （中文（繁體））.
124. ↑  Chen Jian.  (PDF). 哈佛冷戰研究計畫（英语：Harvard Project on Cold War Studies）. 2006-08-13  [2014-07-23]. （原始内容存档 (PDF)于2011-06-08） （英语）.
125. ↑  梅爾文·戈爾茨坦. . 美國紐約: 哥倫比亞大學出版社. 2009-04-13: 第54頁至第55頁  [2014-07-23]. ISBN 978-0520259959. （原始内容存档于2014-07-28） （英语）.
126. ↑  利·費貢（英语：Lee Feigon）. . 美國朗漢（Lanham）: Rowman & Littlefield（英语：Rowman & Littlefield）. 1995-11-01: 第160頁至第161頁. ISBN 978-1566630894 （英语）.
127. ↑  茨仁夏加. . 紐約: 哥倫比亞大學出版社. 1999-10-15: 208, 240–241. ISBN 978-0231118149 （英语）.
128. ↑  . 中華人民共和國駐美國大使館. 2005-07-28  [2014-07-23]. （原始内容存档于2017-04-14） （英语）.
129. ↑  言正. . 中国西藏信息中心. 2007-04-23  [2014-07-23]. （原始内容存档于2016-03-04） （中文（简体））.
130. ↑  Yue Li. . China' Tibet Magazine.   [2014-07-23]. （原始内容存档于2014-07-30） （英语）.
131. ↑  . 香港特別行政區政府.   [2014-07-23]. （原始内容存档于2015-09-24） （中文（繁體））.
132. ↑  . 新华网.   [2017-05-03]. （原始内容存档于2010-05-28）.
133. ↑  . 凤凰网. 2014-12-20  [2017-05-23]. （原始内容存档于2017-10-26）.
134. ↑  . BBC中文網. 2013-03-28  [2014-07-23]. （原始内容存档于2014-08-13） （中文（繁體））.
135. ↑  國務院新聞辦公室. . 中華人民共和國中央人民政府門戶網站. 2014-06-10  [2014-07-23]. （原始内容存档于2014-07-02） （中文（繁體））.
136. ↑  Alan Wong. . 《紐約時報》. 2014-06-11  [2014-07-23]. （原始内容存档于2014-08-08） （英语）.
137. ↑  . 《蘋果日報》. 2014-06-11  [2016-08-11]. （原始内容存档于2014-06-14） （中文（繁體））.
138. ↑  . 中国日报网. 2014-06-23  [2017-05-23]. （原始内容存档于2016-03-16）.
139. ↑  张定淮. . 中国网. 2014-06-11  [2017-05-23]. （原始内容存档于2020-05-19）.
140. ↑  李元起、黄若谷，论特别行政区制度下的“剩余权力”问题，北方法学2008年第2期
141. ↑  香港淪為普通城市，對國家有什麼好處？ （页面存档备份，存于），明報 2014-06-11（繁體中文）
142. 1 2 3 4 5 6 7  周嘉俊. . 01周報 深入報道. 2018-01-08  [2018-03-08] （中文（繁體））.
143. ↑  . 明報. 2015-09-13  [2016-08-11]. （原始内容存档于2016-08-22）.
144. ↑   (PDF). 香港大律師公會.   [2015-10-10]. （原始内容 (PDF)存档于2016-03-06）.
145. ↑  . 立法會葉建源議員辦事處.   [2015-10-10]. （原始内容存档于2016-03-04）.
146. ↑  . AM730. 2015-09-16  [2015-10-10]. （原始内容存档于2016-02-06）.
147. ↑  . BBC. 2015-09-15  [2015-10-10]. （原始内容存档于2015-10-22）.
148. ↑  . BBC. 2015-09-16  [2015-10-10]. （原始内容存档于2015-10-22）.
149. ↑  . 香港律師會.   [2015-10-10]. （原始内容存档于2015-10-10）.
150. ↑  . 端傳媒.   [2016-11-23]. （原始内容存档于2016-11-23）.
151. ↑  香港電台. . news.rthk.hk.   [2021-03-07]. （原始内容存档于2021-05-30） （中文（香港））.
152. ↑  . 紫荊.   [2025-08-20] （英语）.
153. 1 2 3  池田大作、金庸. . 香港: 明河社. 1998. ISBN 962-8129-20-1.
154. ↑  《蘋果日報》. . 《大紀元時報》. 2001-07-02  [2014-07-23]. （原始内容存档于2013-10-19） （中文（繁體））.
155. ↑  尼高. . 《信報財經新聞》. 2010-03-22  [2014-07-23]. （原始内容存档于2014-07-26） （中文（繁體））.
156. ↑  . 新唐人電視台. 2010-05-31  [2014-07-23]. （原始内容存档于2014-09-10） （中文（繁體））.
157. ↑  冼潤棠. . 《大學線月刊》.   [2014-07-23]. （原始内容存档于2015-09-23） （中文（繁體））.
158. ↑  . 《蘋果日報》. 2011-01-28  [2014-07-23]. （原始内容存档于2015-03-19） （中文（繁體））.
159. ↑  林綺慧. . 《大紀元時報》. 2004-04-30  [2014-07-23]. （原始内容存档于2014-07-28） （中文（繁體））.
160. ↑  陳弘毅. . 愛思想. 2013-08-31  [2014-07-23]. （原始内容存档于2014-07-02） （中文（简体））.
161. ↑  . 香港大學民意研究計劃.   [2014-07-23]. （原始内容存档于2013-11-13） （中文（繁體））.
162. ↑  . 香港大學民意研究計劃.   [2014-07-23]. （原始内容存档于2013-11-13） （中文（繁體））.
163. ↑  . 香港大學民意研究計劃.   [2014-07-23]. （原始内容存档于2013-11-13） （中文（繁體））.
164. ↑  . 香港大學民意研究計劃.   [2014-07-23]. （原始内容存档于2013-11-13） （中文（繁體））.
165. ↑  . 《蘋果日報》. 2012-06-20  [2014-07-23]. （原始内容存档于2013-11-13） （中文（繁體））.
166. ↑  古德明. . 《蘋果日報》. 2013-06-27  [2014-07-23]. （原始内容存档于2014-07-19） （中文（繁體））.
167. ↑  . 紐約時報中文網. 2019-07-01  [2019-11-29]. （原始内容存档于2019-11-29）.
168. ↑  Tina. . 亞洲新聞台. 2006-06-29 （英语）.
169. ↑  . BBC中文網. 2003-08-16  [2014-07-23]. （原始内容存档于2013-10-19） （中文（繁體））.
170. ↑  . 中華民國總統府. 2003-08-16  [2014-07-23]. （原始内容存档于2015-09-24） （中文（繁體））.
171. ↑  李心怡. . 《新台灣新聞周刊》. 2003-08-26  [2014-07-23]. （原始内容存档于2013-10-19） （中文（繁體））.
172. ↑  . 中国新闻网. 2011-03-25  [2017-05-03]. （原始内容存档于2017-11-12）.
173. ↑  . 凤凰网. 2014-02-12  [2017-05-03]. （原始内容存档于2017-10-26）.
174. 1 2  . 联合早报网. 2013-07-08  [2017-05-03]. （原始内容存档于2020-03-15）.
175. ↑  . 立場新聞. 2017-02-24  [2017-05-03]. （原始内容存档于2019-08-15） （中文（香港））.
176. ↑  . 文匯報. 2016-10-13  [2017-05-03]. （原始内容存档于2016-10-18） （中文（香港））.
177. ↑  ' + data.hot_list[i].nick + '. . News.qq.com. 2012-11-15  [2017-05-23]. （原始内容存档于2018-03-17）.
178. ↑  . 明報. 2020-05-30  [2020-05-30].
179. ↑  . 香港電台. 2020-11-12  [2020-11-12]. （原始内容存档于2021-01-15）.
180. ↑  . 明報. 2020-11-12  [2020-11-12]. （原始内容存档于2021-01-15）.
181. ↑  . SBS. 2020-11-12  [2020-11-12]. （原始内容存档于2021-01-15）.
182. ↑  . 香港電台. 2021-03-12  [2021-03-12]. （原始内容存档于2021-05-07）.
183. ↑  . Naenara.   [2014-02-15]. （原始内容存档于2014-07-09） （中文（简体））.
184. ↑  记者杨子岩. . 人民日报海外版. 2014年10月14日  [2017-05-18]. （原始内容存档于2017年11月1日）.
185. ↑  . Naenara.   [2014-02-15]. （原始内容存档于2014-02-22） （中文（简体））.
186. ↑  . 凤凰网. 2013-10-11  [2014-02-15]. （原始内容存档于2013-10-12） （中文（简体））.
187. ↑  . 香港電台.   [2023-12-31]. （原始内容存档于2024-01-14） （中文（臺灣））.
188. ↑  . 中時新聞網.   [2024-01-15]. （原始内容存档于2023-12-31）.
189. ↑  民主党沖縄ビジョン2008 （页面存档备份，存于） 民主党
190. ↑  Irish minister suggests "Hong Kong solution" for post-Brexit Northern Ireland 的存檔，存档日期6 October 2018., AFP, South China Morning Post, 22 November 2017
191. ↑  . Asia Times. 26 June 2017  [18 September 2017]. （原始内容存档于2017-09-18） （英语）.

## 外部連結
- （繁體中文） 一國兩制研究中心（页面存档备份，存于）
- （繁體中文） 互動圖表／變調的一國兩制，香港公民運動事件簿！